# Énergie solaire en France

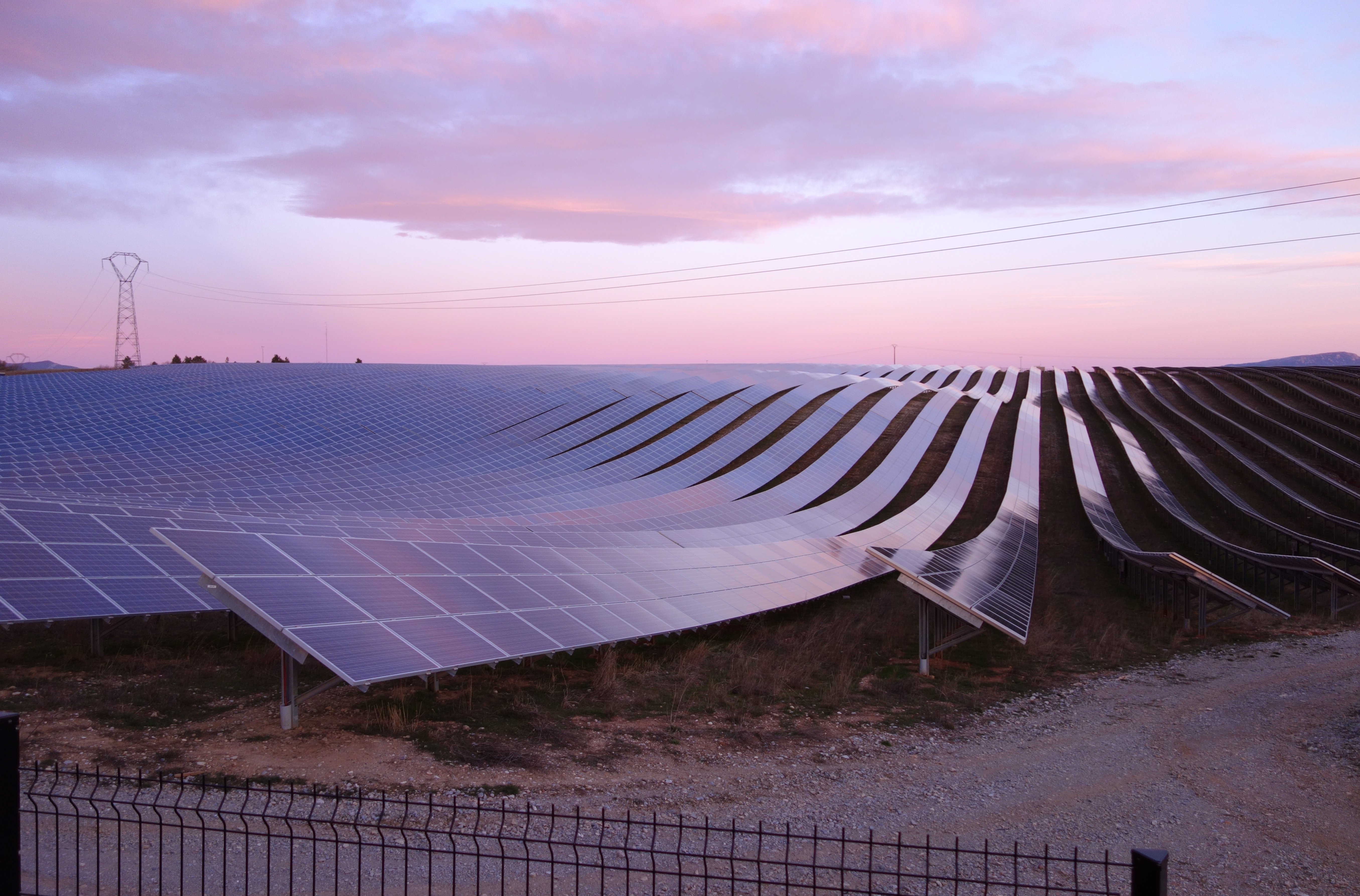
Parc de centrales photovoltaïques de la Colle des Mées, Les Mées (Alpes-de-Haute-Provence).

L'énergie solaire en France est constituée des trois filières photovoltaïque, solaire thermique et solaire thermodynamique à concentration. Depuis les années 2010, leur développement est rapide et dominé par le photovoltaïque.
La filière photovoltaïque, au départ limitée à des niches telles que l'alimentation électrique de sites isolés, a pris progressivement son envol au cours des années 2000 grâce à la mise en place de subventions sous la forme de tarifs d'achat très supérieurs aux prix de marché, mais s'en rapprochant progressivement. Elle fournissait 4,6 % de la production nationale d'électricité en 2024 et couvrait en moyenne 5,7 % de la consommation d'électricité (en 2022 : 11,6 % en Nouvelle-Aquitaine, 10,3 % en Occitanie, 9,8 % en Corse).
La France se situait en 2024 au 4e rang des producteurs européens d'électricité photovoltaïque avec 8,2 % de la production de l'Union européenne (UE), derrière l'Allemagne, l'Espagne et l'Italie, et en 2023 au 13e rang mondial (1,4 % de la production mondiale).
La puissance installée photovoltaïque a progressé de 25 % en 2024 ; elle est concentrée en 2022 à 68 % dans les quatre régions les plus méridionales ; elle se situe en 2024 au 4e rang européen (8,1 % du parc européen), derrière l'Allemagne, l'Espagne et l'Italie ; mais en termes de puissance installée par habitant, elle se trouve reléguée en 2024 au 20e rang, à 53,3 % seulement de la moyenne de l'UE. En termes de marché (installations annuelles), la France s'est située en 2024 au 4e rang européen (8,4 % du marché de l'UE) derrière l'Allemagne, l'Espagne et l'Italie.
L'autoconsommation d'électricité photovoltaïque se développe, avec 180 000 foyers produisant une partie de leur électricité fin 2023 ; 3 à 4 % des maisons sont équipées, contre 15 % en Allemagne et 30 % aux Pays-Bas.
La filière solaire thermique est en 2021 au 6e rang européen, mais en surface de capteurs par habitant la France n'arrive qu'au 18e rang européen ; la filière a fourni 0,7 % de la production d'énergie renouvelable française en 2020.
La filière solaire thermodynamique à concentration est, malgré quelques réalisations de taille modeste dans le sud de la France, surtout tournée vers l'exportation : quelques grandes entreprises telles qu'Areva Solar, Alstom et Total ont signé des contrats importants aux États-Unis, en Inde, à Abu Dhabi et en Australie.

## Potentiel solaire de la France

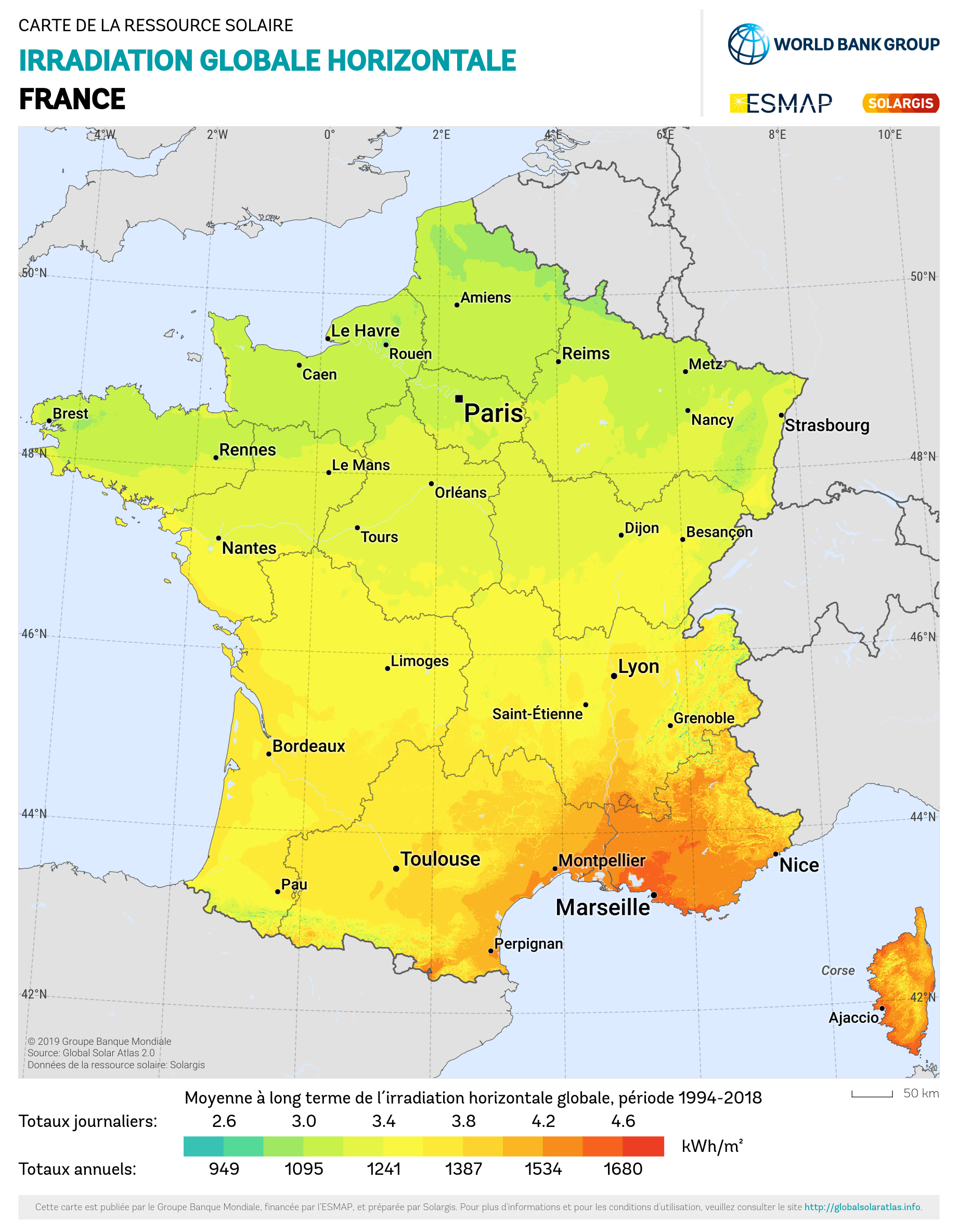
Carte de la radiation solaire en France.

L'irradiation solaire annuelle globale horizontale (IGH) en France est en moyenne de 1 274 kWh/m2 ; cette moyenne annuelle varie de 1 645 kWh/m2 en Provence-Alpes-Côte d'Azur à 1 089 kWh/m2 en Nord-Pas-de-Calais ; l'irradiation mensuelle moyenne est importante sur la période avril-septembre, maximale en juin-juillet et minimale de novembre à février ; l'irradiation de juillet (183,9 kWh/m2) est 6,26 fois supérieure à celle de décembre (29,4 kWh/m2) ; la volatilité inter-annuelle de cette irradiation, mesurée par son écart type sur 2004-2012, est de 2,2 % en moyenne, avec un maximum en Alsace et Franche-Comté (3,6 %) et un minimum en Île-de-France à 1,8 % ; les régions méditerranéennes ont également de faibles volatilités.
L'Agence de l'environnement et de la maîtrise de l'énergie (ADEME) a répertorié en 2019 17 764 friches et parkings aménageables, les premières représentant 93 % des 53 GWc de ce potentiel. Pour comparaison, les toitures représentent un potentiel de 364 GWc et la puissance installée dans le pays la même année était de 8,7 GWc. Le potentiel le plus important se trouve près de zones urbaines, particulièrement en Île-de-France et en Gironde. Les sites les plus nombreux dans l'inventaire identifié sont, par ordre décroissant, les dépôts d'hydrocarbures, les terrains désaffectés ayant abrité des activités commerciales, artisanales ou d'industrie mécanique, et les anciens dépôts de déchets. Ces sites sont souvent de faible capacité (de 0,5 à 2,5 MWc), mais très nombreux et bien répartis géographiquement. Parmi les 300 000 sites initialement considérés, ont été écartés les terrains militaires, les friches agricoles, les sites pollués et ceux soumis à des contraintes comme la proximité d'un monument historique ou d'un aérodrome, les zones inondables, ou les aires naturelles protégées,.
Dans le cadre de la révision de la programmation pluriannuelle de l'énergie (PPE) en 2018, le centre d'études et d'expertise sur les risques, l'environnement, la mobilité et l'aménagement (Cerema) évalue à 775 GWc le potentiel photovoltaïque mobilisable au sol ou sur des parkings dans la moitié sud de la France. Il prend en compte des terrains militaires que l'Armée estime à plusieurs milliers d'hectares et de nombreuses friches industrielles et agricoles. La SNCF recense ses anciennes gares de triage et bases de travaux et a lancé fin 2017 une étude d'opportunité pour produire et auto-consommer là où ce sera pertinent.

## Place du solaire dans le bilan énergétique français
Les trois modes d'utilisation de l'énergie solaire contribuent au bilan énergétique français :
- le solaire thermique (utilisation directe de la chaleur solaire) a produit 0,7 % de la production d'énergie renouvelable en 2020[5] ;
- le solaire photovoltaïque a fourni 3 % de la production nationale d'électricité en 2021[b 1] et a couvert 3,1 % de la consommation nationale[b 2] ;
- le solaire thermodynamique à concentration n'a qu'une contribution marginale.

## Solaire thermique
Le solaire thermique comprend les chauffe-eau solaires individuels (CESI), les chauffe-eau solaires combinés (CESC) et les systèmes solaires dans le collectif et le tertiaire (SSC).
En 2021, le marché des capteurs solaires thermiques en France est estimé à 164 300 m2 (dont 90 000 m2 dans les DOM) contre 138 160 m2 en 2020, dont 91 352 m2 dans les DOM ; cette surface équivaut à une puissance de 115 MWth (96,7 MWth en 2020) ; la France s'est placée au 5e rang européen, loin derrière l'Allemagne (640 000 m2). Le parc cumulé atteint 3 524 000 m2 fin 2021 (2 467 MWth), au 6e rang européen (Allemagne : 21 784 790 m2) ; avec 0,052 m2 de capteur par habitant, la France se situe au 18e rang européen ; la moyenne européenne est de 0,128 m2.
La France se classe, sans les DOM, au 17e rang mondial des pays producteurs de chaleur d'origine solaire : fin 2020, la puissance installée cumulée des capteurs solaires thermiques en France (hors DOM) atteignait 1 634 MWth, soit 2,33 Mm2 (millions de mètres carrés) de capteurs, ce qui représente 0,4 % du total mondial ; à cela s'ajoutent les DOM (1,07 Mm2 en 2015) ; la puissance solaire thermique par habitant est seulement de 23 Wth en 2020 en métropole et 227 Wth dans les DOM, contre 395 Wth en Israël, 370 Wth en Autriche, 329 Wth en Grèce et 161 Wth en Allemagne. Les installations de 2020 (hors DOM) se sont limitées à 33 MWth en métropole (46 737 m2) et 64 MWth dans les DOM (91 425 m2), contre 450 MWth en Allemagne.
Le marché français a connu une forte hausse en 2021 : +18,9 %, surtout grâce aux départements d'outre-mer, qui représentent plus de la moitié du marché français ; le marché métropolitain a progressé de 16 % avec 53 600 m2, après huit années de baisses consécutives. Il profite de la mise en service de quatre réseaux de chaleur solaires (Narbonne, Pons, Creutzwald et Cadaujac, pour une surface totale de capteurs de 11 219 m2), portant à huit le nombre de ces réseaux en France, ainsi que du plus grand projet européen de chaleur solaire industrielle : la centrale de la société Kyotherm à Issoudun (13 243 m2 de capteurs), qui fournit sa chaleur à une usine de séchage de malt ; un autre projet (15 000 m2) est en cours près de Verdun. Le plan REPowerEU lancé par l'Union européenne prévoit un triplement de la demande d'énergie couverte par la chaleur solaire d'ici 2030.

## Photovoltaïque

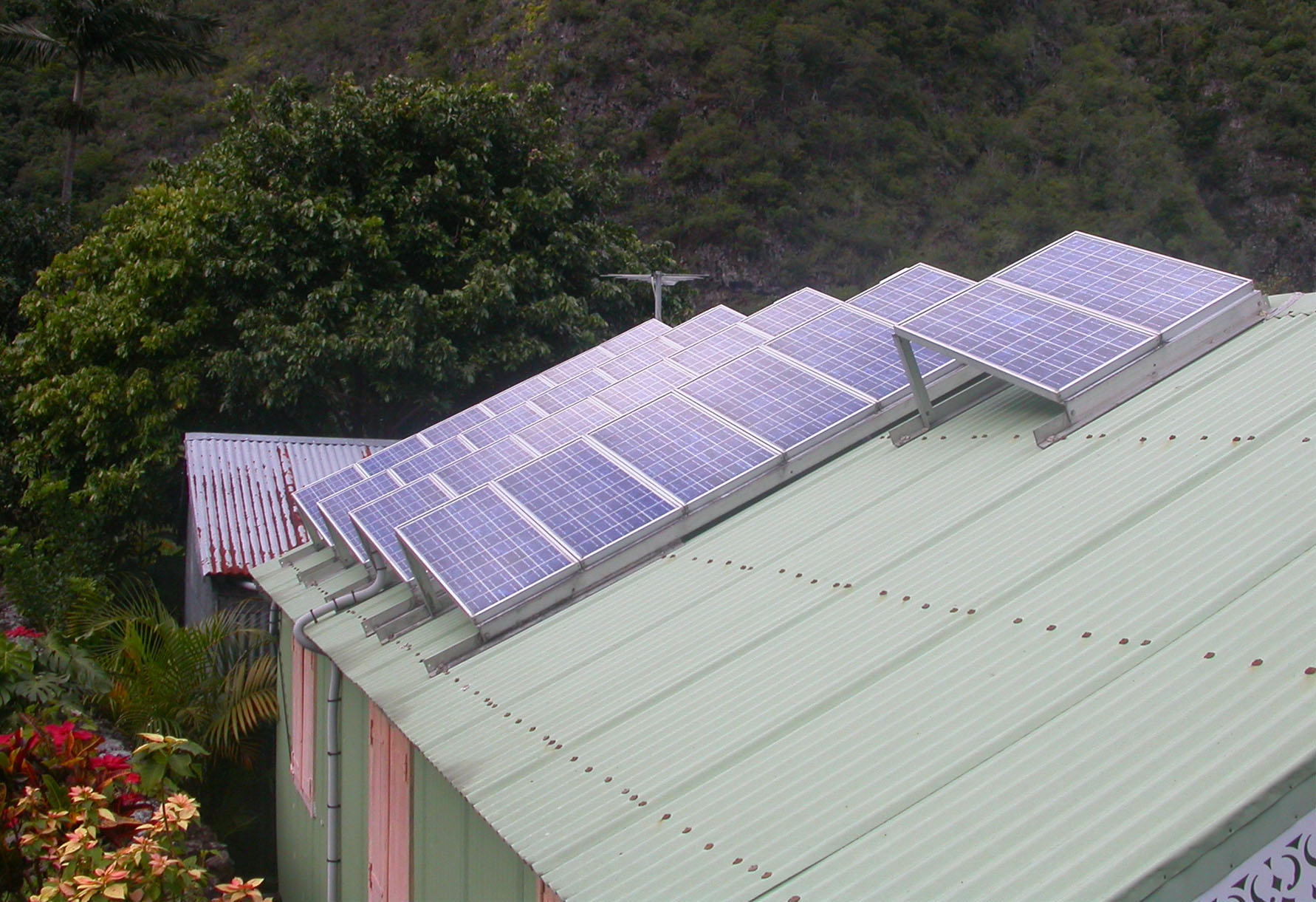
L'énergie solaire est particulièrement adaptée aux lieux isolés ensoleillés, par exemple ici dans le village de Grand Bassin (La Réunion).

### Production d'électricité

Puissance installée et production photovoltaïque en France

En 2024, selon RTE, la production d'électricité solaire photovoltaïque en métropole s'est élevée à 24,8 TWh, soit 4,6 % de la production totale, en progression de 10 % par rapport à 2023 (22,5 TWh), alors que 2024 a été l’année la moins ensoleillée que la France a connue depuis près de trente ans. La production photovoltaïque a permis de couvrir 5,7 % de la consommation électrique française en 2024.
Selon EurObserv'ER, la France se situait en 2024 au 4e rang des producteurs d'électricité photovoltaïque de l'Union européenne avec 24 470 GWh (DOM inclus), soit 8,2 % de la production de l'UE, derrière l'Allemagne (25,0 %), l'Espagne (18,1 %) et l'Italie (12,1 %).
Selon l'Agence internationale de l'énergie, la production d'électricité d'origine solaire (France entière) s'est élevée en 2023 à 22,7 TWh (+15,6 %), soit 4,3 % de la production totale d'électricité du pays.
Au niveau mondial, la France se classait en 2023 au 13e rang, représentant 1,4 % de la production photovoltaïque mondiale, loin derrière la Chine (35,6 %), les États-Unis (14,7 %) et l'Inde (6,9 %),.
L'Agence internationale de l'énergie estime la pénétration théorique du solaire photovoltaïque en France fin 2024 à 7,3 % de la production totale d'électricité ; cette estimation est basée sur la puissance installée au 31 décembre 2024, donc supérieure à la production réelle de l'année. La France se classe au 30e rang mondial selon ce critère, très loin derrière la Grèce, au 1er rang (27,9 %), les Pays-Bas (25,5 %), l'Espagne (24 %) ; l'Allemagne (19,8 %) est au 7e rang, l'Italie (13,6 %) au 16e rang et la Chine (13,1 %) au 19e rang ; la moyenne de l'Union européenne est de 14 %.
| Année | Production (GWh) | Accroissement | Part dans la production brute d'électricité |
| ----- | ---------------- | ------------- | ------------------------------------------- |
| 2008  | 42               |               | 0,007 %                                     |
| 2009  | 174              | +314 %        | 0,03 %                                      |
| 2010  | 620              | +256 %        | 0,11 %                                      |
| 2011  | 2 334            | +276 %        | 0,4 %                                       |
| 2012  | 4 428            | +90 %         | 0,8 %                                       |
| 2013  | 5 194            | +17 %         | 0,9 %                                       |
| 2014  | 6 391            | +23 %         | 1,1 %                                       |
| 2015  | 7 753            | +21 %         | 1,3 %                                       |
| 2016  | 8 659            | +11,7 %       | 1,5 %                                       |
| 2017  | 9 586            | +10,7 %       | 1,7 %                                       |
| 2018  | 10 808           | +12,7 %       | 1,9 %                                       |
| 2019  | 12 165           | +12,6 %       | 2,1 %                                       |
| 2020  | 13 189           | +8,4 %        | 2,5 %                                       |
| 2021  | 15 356           | +16,4 %       | 2,8 %                                       |
| 2022  | 19 627           | +27,8 %       | 4,1 %                                       |
| 2023  | 22 687           | +15,6 %       | 4,3 %                                       |
| 2024  | 24 800           | +10 %         | 4,6 %                                       |

Le graphique qui aurait dû être présenté ici ne peut pas être affiché car il utilise l'ancienne extension Graph, désactivée pour des questions de sécurité. Des indications pour créer un nouveau graphique avec la nouvelle extension Chart sont disponibles ici.

Production d'électricité solaire photovoltaïque en France
Source : AIE
En 2023, selon RTE, la production photovoltaïque en métropole s'est élevée à 21,5 TWh, soit 4,3 % de la production totale, en progression de 16 % par rapport à 2022 (18,5 TWh), l'ensoleillement ayant été conforme aux normales.
La France se situait en 2023 au 4e rang des producteurs d'électricité photovoltaïque de l'Union européenne avec 23 242 GWh (DOM inclus), soit 9,5 % de la production de l'UE, derrière l'Allemagne (25,1 %), l'Espagne (17,6 %) et l'Italie (12,6 %).
En 2022, la production d'électricité solaire photovoltaïque en métropole s'est élevée à 18,6 TWh, soit 4,2 % de la production. La hausse de 30,6 % de cette production s'explique par l'augmentation du parc solaire installé et par un ensoleillement meilleur en 2022 qu'en 2021, ce qui a conduit à une amélioration du facteur de charge.
La France se situait en 2022 au 4e rang européen des producteurs d'électricité photovoltaïque de l'Union européenne avec 20 607 GWh (DOM inclus), soit 10,0 % de la production de l'UE, derrière l'Allemagne (29,6 %), l'Espagne (14,4 %) et l'Italie (13,7 %).
La production d'électricité solaire photovoltaïque en métropole s'est élevée en 2021 à 14,3 TWh (+13 %), soit 2,7 % de la production totale d'électricité de la métropole. Le solaire a couvert en moyenne 3,1 % de la consommation en moyenne en 2021 contre 2,9 % en 2020 et 2,5 % en 2019.
La France se situait en 2021 au 4e rang européen des producteurs d'électricité photovoltaïque avec 9,6 % de la production de l'Union européenne, derrière l'Allemagne (31,7 %), l'Italie (16,2 %) et l'Espagne (13,7 %). Au niveau mondial, elle se classait en 2021 au 12e rang avec 1,5 % de la production solaire photovoltaïque mondiale, loin derrière la Chine : 327 TWh (31,7 %).
En 2020, le parc solaire de France métropolitaine a produit 12,6 TWh (+2,3 %), soit 2,5 % de la production totale d'électricité du pays, grâce à un taux d'ensoleillement important, à la progression du parc et à la baisse de la consommation d'électricité provoquée par la crise sanitaire.
En 2018, elle se classait au 8e rang mondial avec 1,9 % de la production solaire photovoltaïque mondiale (la Chine atteignant 177 TWh, soit 31,9 %) en puissance installée, et au 9e rang pour la part du solaire PV dans la production d'électricité : 1,8 %, loin derrière l'Italie (7,8 %) et l'Allemagne (7,1 %).

#### Répartition régionale
| Région                     | 2010 | 2011  | 2012  | 2013  | 2014  | 2015  | 2016  | 2017  | 2018   | 2019   | 2020   | 2021   | 2022   |
| -------------------------- | ---- | ----- | ----- | ----- | ----- | ----- | ----- | ----- | ------ | ------ | ------ | ------ | ------ |
| Nouvelle-Aquitaine         | 69   | 333   | 752   | 830   | 1 172 | 1 817 | 2 313 | 2 473 | 2 991  | 3 311  | 3 503  | 3 792  | 4 700  |
| Occitanie                  | 114  | 447   | 895   | 990   | 1 305 | 1 604 | 1 849 | 2 076 | 2 217  | 2 581  | 2 689  | 3 020  | 3 783  |
| Provence-Alpes-Côte d'Azur | 88   | 339   | 675   | 813   | 1 015 | 1 206 | 1 349 | 1 527 | 1 624  | 1 920  | 1 994  | 2 130  | 2 594  |
| Auvergne-Rhône-Alpes       | 74   | 244   | 438   | 473   | 636   | 784   | 821   | 888   | 1 036  | 1 252  | 1 327  | 1 476  | 2 042  |
| Grand Est                  | 43   | 172   | 320   | 410   | 458   | 492   | 485   | 505   | 564    | 575    | 653    | 841    | 1 228  |
| Pays de la Loire           | 61   | 187   | 278   | 304   | 368   | 422   | 441   | 480   | 546    | 616    | 663    | 770    | 980    |
| Centre-Val de Loire        | 10   | 53    | 129   | 166   | 198   | 234   | 245   | 267   | 305    | 349    | 414    | 591    | 919    |
| Bourgogne-Franche-Comté    | 20   | 58    | 102   | 102   | 193   | 220   | 215   | 235   | 292    | 367    | 384    | 415    | 674    |
| Bretagne                   | 29   | 95    | 138   | 153   | 177   | 187   | 197   | 207   | 225    | 251    | 262    | 285    | 381    |
| Hauts-de-France            | 18   | 47    | 104   | 107   | 118   | 126   | 148   | 130   | 145    | 166    | 172    | 282    | 463    |
| Corse                      | 2,2  | 25    | 101   | 113   | 124   | 148   | 157   | 182   | 184    | 225    | 238    | 256    | 273    |
| Normandie                  | 11   | 39    | 84    | 92    | 112   | 122   | 125   | 129   | 150    | 180    | 201    | 216    | 269    |
| Île-de-France              | 8    | 27    | 54    | 58    | 66    | 72    | 70    | 74    | 87     | 105    | 131    | 154    | 210    |
| Total France métropol.     | 547  | 2 069 | 4 070 | 4 660 | 5 942 | 7 433 | 8 415 | 9 175 | 10 768 | 11 612 | 12 631 | 14 302 | 18 600 |

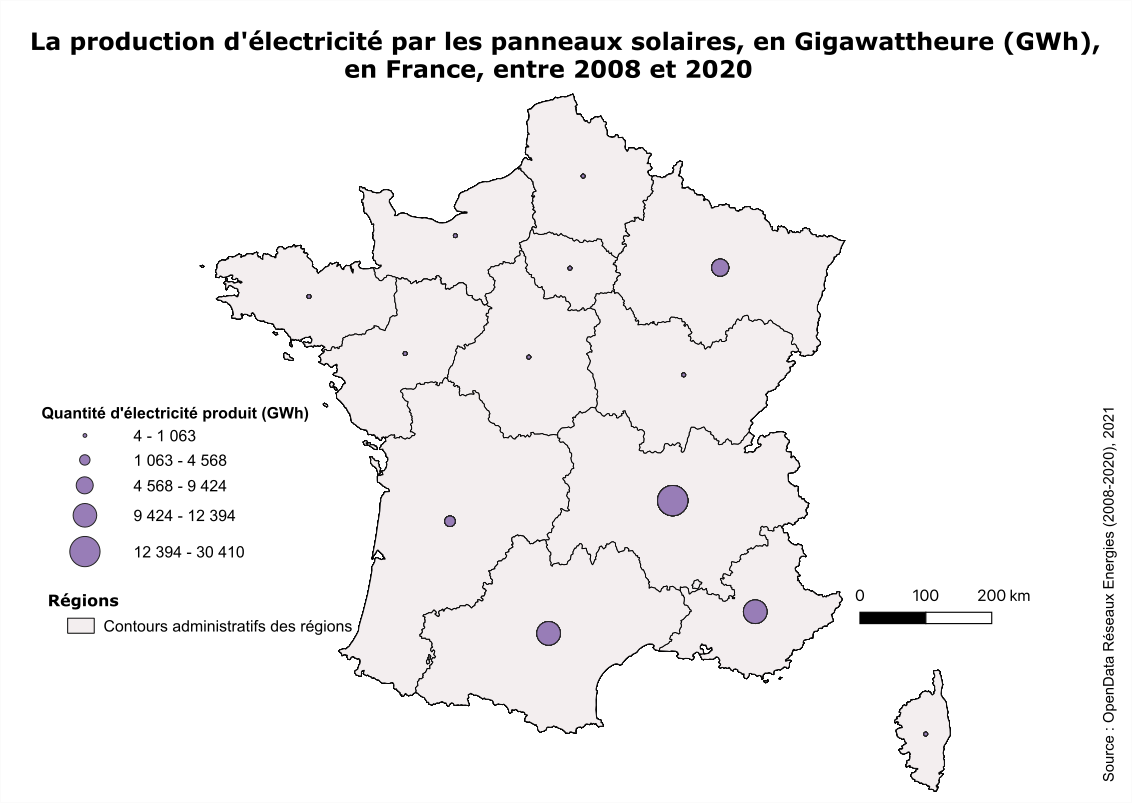
Production d'électricité (GWh) des panneaux solaires par région entre 2008 et 2020. Source : OpenData réseaux Energies.

Les quatre régions méridionales (hors Corse) concentrent 73,2 % de la production en 2021.
En 2023, le taux de couverture de la consommation par la production photovoltaïque s'est établi en moyenne à 5 % contre 4,2 % en 2022. Le taux de couverture maximum atteint en 2023 est de 29,6 % contre 26,9 % en 2022 et 19,7 % en 2021. Le taux de couverture moyen dépasse 5 % dans cinq régions en 2022, dont deux dépassent 10 % :
| Région                     | 2014   | 2015   | 2016   | 2017   | 2018   | 2019   | 2020   | 2021   | 2022    |
| -------------------------- | ------ | ------ | ------ | ------ | ------ | ------ | ------ | ------ | ------- |
| Nouvelle-Aquitaine         | 2,89 % | 4,33 % | 5,36 % | 5,8 %  | 6,99 % | 7,78 % | 8,54 % | 9,1 %  | 11,59 % |
| Occitanie                  | 3,8 %  | 4,52 % | 5,07 % | 5,74 % | 5,96 % | 6,97 % | 7,64 % | 8,37 % | 10,27 % |
| Corse                      | 5,5 %  | 6,15 % | 6,52 % | 7,35 % | 7,26 % | 8,42 % | 9,33 % | 9,35 % | 9,76 %  |
| Provence-Alpes-Côte d'Azur | 2,57 % | 2,97 % | 3,3 %  | 3,76 % | 4,02 % | 4,69 % | 5,19 % | 5,23 % | 6,39 %  |
| Centre-Val de Loire        | 1,18 % | 1,37 % | 1,43 % | 1,58 % | 1,84 % | 2,05 % | 2,58 % | 3,54 % | 5,72 %  |
| Pays de la Loire           | 1,5 %  | 1,71 % | 1,72 % | 1,9 %  | 2,16 % | 2,43 % | 2,72 % | 3,07 % | 4,0 %   |
| Auvergne-Rhône-Alpes       | 1,03 % | 1,21 % | 1,28 % | 1,4 %  | 1,62 % | 1,98 % | 2,32 % | 2,38 % | 3,31 %  |
| Bourgogne-Franche-Comté    | 0,96 % | 1,09 % | 1,04 % | 1,14 % | 1,44 % | 1,8 %  | 2,02 % | 2,04 % | 3,6 %   |
| Grand Est                  | 1,05 % | 1,12 % | 1,08 % | 1,14 % | 1,52 % | 1,61 % | 1,61 % | 1,94 % | 2,95 %  |
| Bretagne                   | 0,88 % | 0,91 % | 0,95 % | 1,02 % | 1,1 %  | 1,2 %  | 1,29 % | 1,36 % | 1,95 %  |
| Hauts-de-France            | 0,24 % | 0,26 % | 0,3 %  | 0,27 % | 0,31 % | 0,35 % | 0,39 % | 0,6 %  | 1,01 %  |
| Normandie                  | 0,44 % | 0,47 % | 0,47 % | 0,5 %  | 0,6 %  | 0,71 % | 0,84 % | 0,86 % | 1,12 %  |
| Île-de-France              | 0,1 %  | 0,1 %  | 0,1 %  | 0,1 %  | 0,12 % | 0,15 % | 0,2 %  | 0,23 % | 0,33 %  |
| Total France               | 1,4 %  | 1,5 %  | 1,7 %  | 1,7 %  | 2,0 %  | 2,5 %  | 2,9 %  | 3,1 %  | 4,2 %   |

### Variabilité de la production et facteur de charge
En 2024, le facteur de charge a été historiquement bas : 13 % en moyenne contre 14,5 % en 2023, année conforme à la valeur moyenne sur la période 2014-2023. Ce faible facteur de charge s’explique surtout par les mauvaises conditions d’ensoleillement en 2024, et dans une moindre mesure par les écrêtements de production (environ 0,8 TWh) lors des épisodes de prix spot négatifs.
En 2023, le facteur de charge, en très légère baisse, s’est situé à 14,1 % contre 14,5 % en 2022.
En 2022, l'ensoleillement a été meilleur qu'en 2021, si bien que le facteur de charge moyen annuel du photovoltaïque s'est établi à 14,6 % contre 13,9 % en 2021.
La production solaire est maximale d'avril à juillet ; la production mensuelle atteint 1 707 GWh en août 2021 contre 435 GWh en janvier. En 2021, le facteur de charge moyen annuel du photovoltaïque a reculé à 13,7 % contre 14,7 % en 2021. Sa moyenne mensuelle a varié de 5,5 % en décembre à 20,3 % en juillet, et ses maxima de 42,4 % en décembre à 77,2 % en juillet (9,8 GW le 18 juillet).
Le profil de la production quotidienne du solaire est caractérisé par une forme « en cloche » centrée sur le midi solaire, qui résulte du lissage des irrégularités des installations individuelles par l'effet de foisonnement : les variations dues à des passages nuageux ne se produisent pas aux mêmes moments pour toutes les installations solaires, elles se compensent les unes les autres pour former une courbe régulière ; cet effet est bien illustré par un graphique comparant un profil individuel avec celui d'une région et celui de la France entière. Ce graphique permet également de comprendre la nécessité des réseaux pour rendre possible ce foisonnement, la production décentralisée étant excessivement irrégulière.
| Région                     | 2014    | 2015    | 2016    | 2017    | 2018    | 2019    | 2020    | 2021    | 2022    |
| -------------------------- | ------- | ------- | ------- | ------- | ------- | ------- | ------- | ------- | ------- |
| Provence-Alpes-Côte d'Azur | 15,75 % | 16,77 % | 16,68 % | 17,15 % | 15,64 % | 17,12 % | 16,3 %  | 16,05 % | 16,42 % |
| Occitanie                  | 14,56 % | 15,19 % | 15,03 % | 15,42 % | 14,47 % | 15,24 % | 14,58 % | 14,33 % | 14,94 % |
| Nouvelle-Aquitaine         | 14,17 % | 15,16 % | 15,62 % | 15,48 % | 15,61 % | 15,84 % | 15,5 %  | 14,55 % | 14,85 % |
| Corse                      | 14,87 % | 16,22 % | 15,73 % | 16,43 % | 14,54 % | 16,87 % | 17,8 %  | 19,23 % | 14,66 % |
| Centre-Val de Loire        | 14,01 % | 14,01 % | 13,24 % | 13,37 % | 13,53 % | 13,81 % | 13,72 % | 13,63 % | 14,44 % |
| Bourgogne-Franche-Comté    | 13,4 %  | 13,92 % | 12,73 % | 13,07 % | 13,3 %  | 14,86 % | 14,24 % | 12,47 % | 14,04 % |
| Auvergne-Rhône-Alpes       | 13,45 % | 14,27 % | 13,65 % | 13,87 % | 13,55 % | 14,34 % | 13,76 % | 12,68 % | 14,02 % |
| Grand Est                  | 12,68 % | 13,02 % | 12,5 %  | 12,65 % | 15,98 % | 15,7 %  | 12,98 % | 11,78 % | 13,63 % |
| Pays de la Loire           | 13,17 % | 13,03 % | 12,65 % | 12,77 % | 12,97 % | 13,33 % | 12,92 % | 12,66 % | 13,34 % |
| Hauts-de-France            | 11,57 % | 11,71 % | 13,19 % | 11,27 % | 11,1 %  | 11,41 % | 10,9 %  | 11,3 %  | 13,02 % |
| Normandie                  | 12,14 % | 12,31 % | 11,86 % | 11,49 % | 11,82 % | 12,04 % | 12,42 % | 11,67 % | 12,59 % |
| Bretagne                   | 12,68 % | 12,3 %  | 12,06 % | 11,92 % | 12,19 % | 12,42 % | 12,06 % | 11,56 % | 12,21 % |
| Île-de-France              | 10,61 % | 10,71 % | 9,56 %  | 9,54 %  | 10,07 % | 10,88 % | 10,74 % | 10,46 % | 10,8 %  |
| Total France               | 14,0 %  | 14,7 %  | 14,6 %  | 14,8 %  | 14,6 %  | 15,2 %  | 14,6 %  | 13,9 %  | 14,5 %  |

### Puissance installée
| - 0 - 1 W/habitant - 1 - 10 W/hab - 10 - 50 W/hab | - 50 - 100 W/hab - 100 - 200 W/hab - 200 - 350 W/hab |

Le graphique qui aurait dû être présenté ici ne peut pas être affiché car il utilise l'ancienne extension Graph, désactivée pour des questions de sécurité. Des indications pour créer un nouveau graphique avec la nouvelle extension Chart sont disponibles ici.

Installations annuelles en photovoltaïque en France
Source : RTE,

Carte de la puissance photovoltaïque installée par habitant dans les régions de France en 2013 (données EPIA).

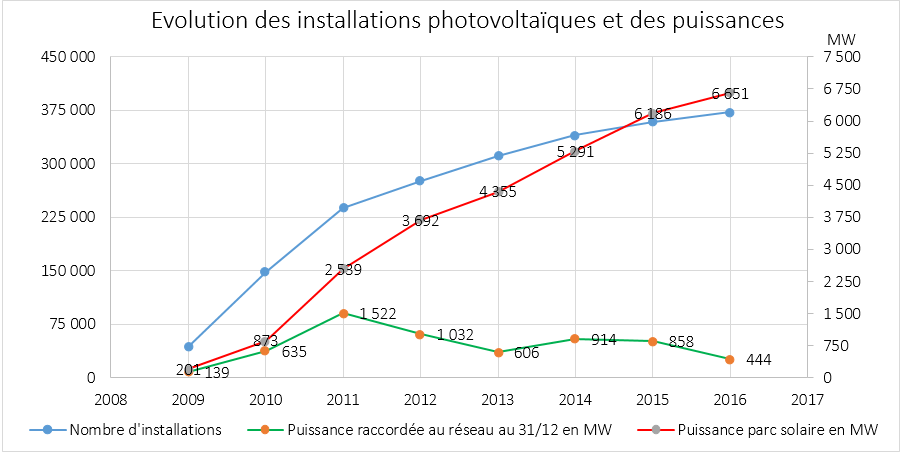
Évolution du parc solaire en France : nombre d'installations, puissance raccordée dans l'année et la puissance du parc solaire.

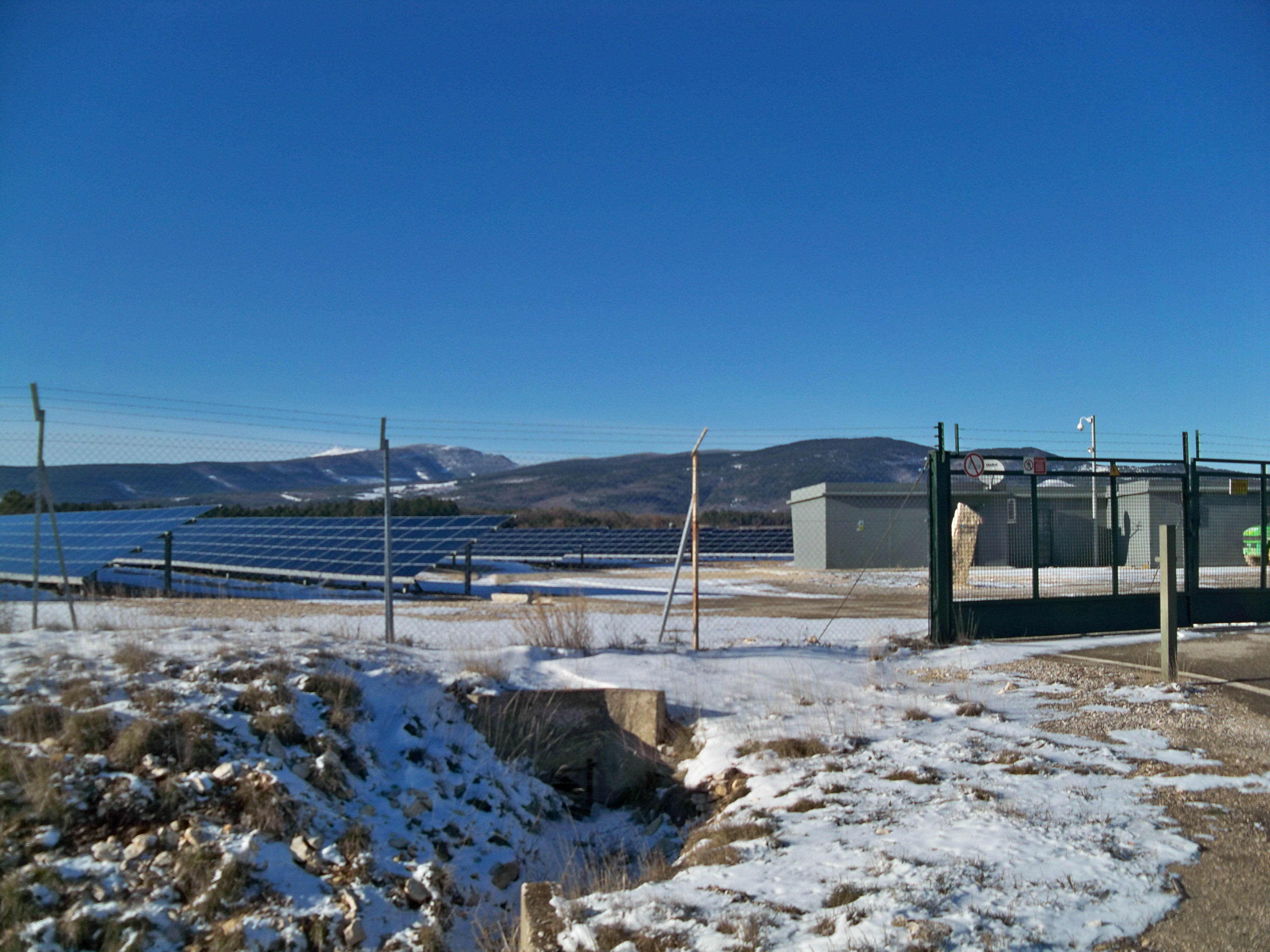
Ancien silo militaire à missiles transformé en centrale photovoltaïque, sur le plateau d'Albion.

En 2024, la puissance installée du parc solaire photovoltaïque métropolitain a atteint 24,3 GWc (puissance crête), en progression de 5 GWc, nouveau record après les 3,3 GWc installés en 2023.
Selon l'Agence internationale de l'énergie (AIE), la France a installé 5,9 GWc en 2024, soit 1,0 % du marché mondial, au 9e rang des marchés de l'année 2024 ; la Chine a installé 357 GWc (59 %), les États-Unis 47,1 GWc (7,8 %) et l'Inde 31,9 GWc (5,3 %). La France se classe au 4e rang en Europe derrière l'Allemagne : 16,7 GWc (2,8 %), l'Espagne : 7,5 GWc (1,2 %) et l'Italie : 6,6 GWc (1,1 %). Sa puissance installée de 24,9 GWc, soit 1,1 % du total mondial, se classe au 11e rang mondial ; la Chine compte 1 048 GWc (46,7 %), les États-Unis 224,1 GWc (10,0 %), l'Inde 124,6 GWc (5,5 %) et le Japon 96,9 GWc (4,3 %) ; la France se classe au 4e rang en Europe derrière l'Allemagne (99,8 GWc, 4,4 %), l'Espagne (47,2 GWc, 2,1 %) et l'Italie (37 GWc, 1,6 %).
Au niveau européen, selon EurObserv'ER, la France a été en 2024 le 4e marché de l'année avec 5 007 MWc, soit 8,4 % du marché européen, derrière l'Allemagne (24,2 %), l'Espagne (13,1 %) et l'Italie (10,8 %), et devant la Pologne (7,3 %) et les Pays-Bas (5,2 %). Sa puissance installée atteignait 24 878 MWc fin 2024 (DOM inclus), soit 8,1 % du parc européen, au 4e rang européen, derrière l'Allemagne (89 130 MWc, soit 29,1 %), l'Espagne (37 438 MWc, 12,2 %) et l'Italie (35 819 MWc, 11,7 %), et devant les Pays-Bas (24 359 MWc, 7,9 %).
| Année | Installations de l'année | Puissance au 31/12 | Variation |
| ----- | ------------------------ | ------------------ | --------- |
| 2008  | 54                       | 61                 | +771 %    |
| 2009  | 129                      | 190                | +211 %    |
| 2010  | 688                      | 878                | +362 %    |
| 2011  | 1706                     | 2584               | +194 %    |
| 2012  | 1143                     | 3727               | +44,2 %   |
| 2013  | 639                      | 4366               | +17,1 %   |
| 2014  | 931                      | 5297               | +21,3 %   |
| 2015  | 899                      | 6196               | +17,0 %   |
| 2016  | 577                      | 6773               | +9,3 %    |
| 2017  | 881                      | 7654               | +13,0 %   |
| 2018  | 892                      | 8546               | +11,7 %   |
| 2019  | 1021                     | 9567               | +11,9 %   |
| 2020  | 834                      | 10401              | +8,7 %    |
| 2021  | 2665                     | 13066              | +25,6 %   |
| 2022  | 2700                     | 15800              | +21 %     |
| 2023  | 3200                     | 19000              | +20 %     |
| 2024  | 5000                     | 24300              | +26 %     |

La puissance photovoltaïque par habitant est en France de 363,4 Wc fin 2024, inférieure de 47 % à la moyenne de l'UE : 682 Wc, au 20e rang de l'UE ; les Pays-Bas ont la plus forte puissance par tête : 1 357,6 Wc, devant l'Allemagne (1 068 Wc) ; l'Espagne est au 11e rang (770 Wc) et l'Italie au 15e rang (607,4 Wc).
| Année | France | Moyenne UE | France/moy.UE | Allemagne | Italie |
| ----- | ------ | ---------- | ------------- | --------- | ------ |
| 2013  | 71,6   | 155,8      | 46 %          | 447,2     | 295,1  |
| 2014  | 87,6   | 171,5      | 51 %          | 474,1     | 303,5  |
| 2015  | 99,1   | 186,1      | 53 %          | 489,8     | 311,3  |
| 2017  | 120,5  | 208,3      | 58 %          | 512,0     | 325,0  |
| 2018  | 141,4  | 223,6      | 63 %          | 546,9     | 332,4  |
| 2019  | 157,9  | 254,5      | 62 %          | 590,4     | 345,7  |
| 2021  | 218,5  | 355,3      | 61,5 %        | 706,2     | 381,5  |
| 2022  | 253,0  | 437,4      | 57,8 %        | 809,7     | 424,5  |
| 2023  | 300,0  | 572,5      | 52,4 %        | 974,3     | 513,6  |
| 2024  | 363,4  | 682,0      | 53,3 %        | 1068,0    | 607,4  |

En 2023, la puissance installée du parc solaire photovoltaïque métropolitain est estimée à environ 19 GWc (puissance crête), en progression de 3,2 GWc, avec une accélération nette par rapport aux rythmes observés en 2021 et 2022 (+2,7 GWc/an). Elle se rapproche de l'objectif fixé par la programmation pluriannuelle de l'énergie (PPE) pour 2023 : 20,1 GWc, ce qui correspond à un retard de quelques mois au rythme moyen d’installation constaté au cours des cinq dernières années. la progression du parc constatée en moyenne depuis 2021 (2,9 GW/an) a largement dépassé le rythme nécessaire pour l’atteinte des objectifs (2,3 GW/an), rattrapant une part du retard accumulé en 2019-2020. À la fin de 2023, plus de 21 GWc de projets solaires sont en développement, contre 10 GW environ à fin 2021. Le parc français a dépassé en 2022 celui du Royaume-Uni, mais reste nettement inférieur aux parcs allemand, italien ou espagnol ; sa dynamique d'accroissement reste très inférieure à celle de l'Allemagne (+13,1 GWc en 2023), de l'Espagne (+4,7 GWc) et de l'Italie (+4,5 GWc/an). Dans l'Union Européenne, 56 GWc ont été installés en 2023, soit une accélération de 40 % par rapport à 2022.
En 2023, la France a installé 3,9 GWc, soit 1,2 % du marché mondial, au 13e rang des marchés de l'année ; la Chine a installé 235,5 GWc (57,8 %), les États-Unis 33,2 GWc (8,2 %) et l'Inde 16,6 GWc (4,1 %). La France se classe au 6e rang en Europe derrière l'Allemagne : 14,3 GWc (3,5 %), l'Espagne : 7,7 GWc (1,9 %), la Pologne : 6,0 GWc (1,5 %), l'Italie : 5,3 GWc (1,3 %) et les Pays-Bas : 4,2 GWc (1,0 %). Sa puissance installée atteint 23,6 GWc, soit 1,5 % du total mondial, au 11e rang mondial ; la Chine compte 662 GWc (40,8 %), les États-Unis 169,5 GWc (10,4 %), l'Inde 95,3 GWc (5,9 %) et le Japon 91,4 GWc (5,6 %) ; la France se classe au 4e rang en Europe derrière l'Allemagne (81,6 GWc, 5,0 %), l'Espagne (37,6 GWc, 2,3 %) et l'Italie (30,3 GWc, 1,9 %).
Au niveau européen, selon EurObserv'ER, la France a été en 2023 le 6e marché de l'année avec 3 200 MWc, soit 6 % du marché européen, derrière l'Allemagne (27,5 %), l'Espagne (13,7 %), l'Italie (9,9 %), la Pologne (9,2 %) et les Pays-Bas (8,1 %). Sa puissance installée atteignait 20 451 MWc fin 2023 (DOM inclus), au 5e rang européen avec 8 % du parc européen, derrière l'Allemagne (32 %), l'Espagne (11,9 %), l'Italie (11,8 %) et les Pays-Bas (9,3 %).
En 2022, la puissance installée du parc solaire photovoltaïque métropolitain atteint 15,7 GWc, en progression de 19,9 %. Les installations sont en léger recul par rapport à 2021 : 2,6 GWc contre 2,8 GWc, car 2021 a bénéficié de décalages de la mise en service de certains projets initialement prévue en 2020 ; par ailleurs, la filière a été particulièrement affectée en 2022 par la hausse des coûts des matières premières et des tensions sur l'approvisionnement de certains composants.
Le manque de foncier est en 2022 l'un des principaux freins au développement du photovoltaïque français. Afin d'éviter toute concurrence avec les cultures vivrières, la Commission de régulation de l'énergie (CRE) a restreint progressivement les types de terrain acceptés pour ses concours, jusqu'à ne plus favoriser que des fonciers déjà artificialisés ou dégradés : friches, terrains pollués, etc. Mais au fil des appels d'offres, ces espaces ont été investis par tous les développeurs, ce qui a eu pour conséquence leur raréfaction et une spéculation des propriétaires, en particulier dans le Sud. Le projet de loi « d'accélération de la Transition énergétique » veut favoriser notamment l'équipement des bords d'autoroute ou des parkings qui pourraient accueillir des ombrières photovoltaïques. Une autre solution serait l'agrivoltaïsme.
Selon l'Agence internationale de l'énergie, la France a installé 2,9 GWc en 2022, au 12e rang des marchés de l'année 2022, avec 1,2 % du marché mondial, très loin derrière la Chine : 106 GWc (44,2 %), les États-Unis : 18,6 GWc (7,7 %) et l'Inde : 18,1 GWc (7,5 %) ; elle se classe au 3e rang en Europe derrière l'Espagne : 8,1 GWc (3,4 %), l'Allemagne : 7,5 GWc (3,1 %), la Pologne : 4,9 GWc (2,0 %) et les Pays-Bas : 3,9 GWc (1,6 %). Sa puissance installée atteint 17,2 GWc, soit 1,5 % du total mondial, au 12e rang mondial, très loin derrière la Chine (414,5 GWc, soit 35,0 %), les États-Unis (141,6 GWc, 11,9 %), le Japon (84,9 GWc, 7,2 %) et l'Inde (79,1 GWc, 6,7 %) ; elle se classe au 4e rang en Europe derrière l'Allemagne (67,2 GWc, 5,7 %), l'Espagne (26,6 GWc, 2,2 %) et l'Italie (25,0 GWc, 2,1 %).
Au niveau européen, selon EurObserv'ER, la France a été en 2022 le 6e marché de l'année avec 2 385 MWc, soit 7,3 % du marché européen, derrière l'Allemagne (7 304 MWc, 22,3 %), la Pologne (4 774 MWc, 14,5 %), les Pays-Bas (3 938 MWc, 12,0 %), l'Espagne (3 480 MWc, 10,6 %) et l'Italie (2 490 MWc, 7,6 %). Sa puissance installée atteignait 17 169 MWc au 31 décembre 2022 (DOM inclus), au 5e rang européen avec 8,8 % du parc européen, derrière l'Allemagne (67 399 MWc, soit 34,5 %), l'Italie (25 060 MWc, 12,8 %), les Pays-Bas (18 849 MWc, 9,6 %) et l'Espagne (17 125 MWc, 8,8 %).
En 2021, les raccordements de capacités électriques dans le solaire photovoltaïque ont atteint un niveau record : 2 687 MWc, trois fois plus qu'en 2020. Leur puissance installée atteint 13 067 MWc, en progression de 26 %, mais loin de l'objectif 2023 : 20 100 MWc. Le rythme de développement du parc solaire était en moyenne de 815 MWc par an entre 2016 et 2020 ; il a donc plus que triplé en 2021, mais pour atteindre l'objectif 2023, il faudrait porter ce rythme à 3,5 GWc/an.
Selon l'AIE, la France a installé 3,3 GWc en 2021, au 10e rang des marchés de l'année 2021, avec 1,9 % du marché mondial, très loin derrière la Chine : 54,9 GWc, les États-Unis : 26,9 GWc, l'Inde : 13 GWc, le Japon : 6,5 GWc ; elle se classe au 3e rang en Europe derrière l'Allemagne : 5,3 GWc et l'Espagne : 4,9 GWc.
Au niveau européen, la France a été en 2021 le 5e marché de l'année avec 12,2 % du marché européen, derrière l'Allemagne (22 %), la Pologne (16,3 %), les Pays-Bas (14,5 %) et l'Espagne (12,4 %), et sa puissance installée atteignait 14 780 MWc (DOM inclus), au 3e rang européen avec 9,3 % du parc européen, derrière l'Allemagne (37 %) et l'Italie (14,2 %).
Le parc solaire atteignait 10 387 MWc fin 2020, dont 9 738 MWc raccordés aux réseaux d'Enedis, des ELD et d'EDF-SEI pour la Corse, et 649 MW au réseau de transport (RTE). Les retards constatés sont causés par des problèmes d'accès au foncier et des difficultés croissantes liées à l'acceptabilité locale des projets de grandes installations.
Les 890 MW raccordés au réseau en 2019 sont dans la moyenne des cinq dernières années ; le parc se répartit entre 643 MW raccordés au réseau de transport de RTE et 8 793 MW raccordés aux réseaux de distribution d'Enedis, des ELD et de Corse.
En 2018, au niveau européen, la France a été le 3e marché de l'année avec 11,3 % du marché européen, et sa puissance installée était au 4e rang européen, derrière l'Allemagne, l'Italie et le Royaume-Uni.
En 2017, la France a été le 2e marché européen de l'année avec 15,7 % du marché européen, et sa puissance installée était au 4e rang européen, derrière l'Allemagne, l'Italie et le Royaume-Uni.
En décembre 2017, EDF annonce un programme d'investissement de 25 milliards d'euros pour la construction de 30 GW de centrales solaires photovoltaïques entre 2020 et 2035, ce qui ferait passer la part du solaire dans la production d'électricité de 1,6 % en 2017 à 7 ou 8 % en 2035 ; la baisse des prix du solaire rend en effet cette technique prometteuse, mais des interrogations subsistent sur la capacité d'EDF à financer un tel projet ainsi que sur la possibilité de trouver les près de 30 000 hectares nécessaires à sa réalisation.
Le quart de l'accroissement de 2015 vient de la mise en service en septembre 2015 des 230 MW du parc de Constantin sur la commune de Cestas en Gironde, le plus grand parc photovoltaïque d'Europe.

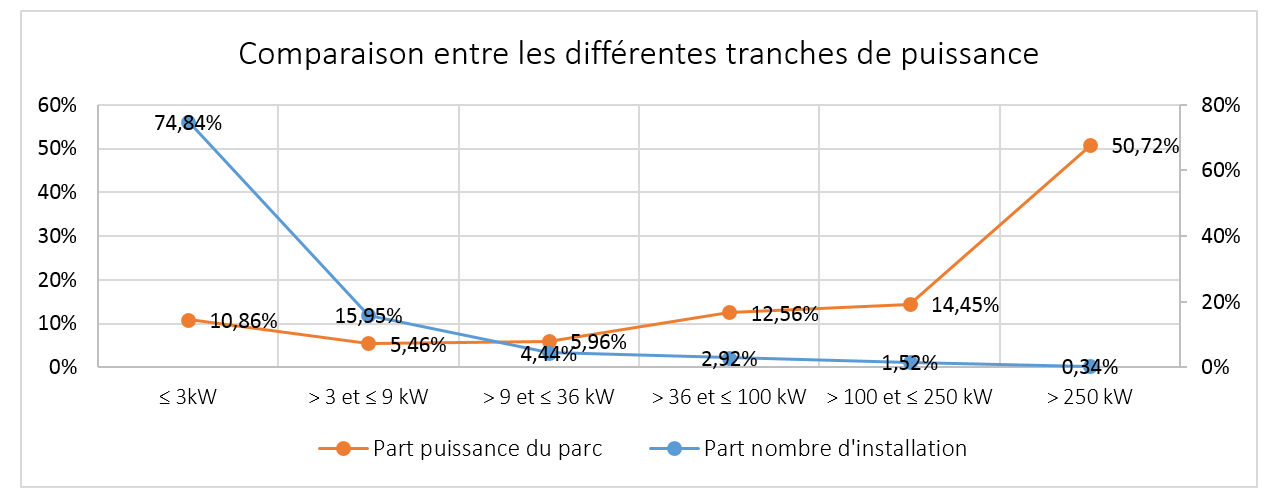
Répartition des installations solaires photovoltaïques en France par tranche de puissance au 30/09/2016.

Le graphique ci-contre montre que les petites installations (≤3 kW) représentent 74,84 % des installations en France en 2016 mais ne pèsent que 10,86 % du parc, alors que les centrales (>250 kW) représentent 50,72 % du parc photovoltaïque pour seulement 0,34 % des installations.
Le parc photovoltaïque se segmente (en 2014) en trois niveaux de puissance correspondant à des natures différentes :
- installations inférieures à 36 kVA : 320 000 installations (97 % du parc en nombre, 25 % en puissance) raccordées au réseau de distribution, principalement situées sur des habitations ; leur puissance moyenne est de 4 kW ;
- entre 36 et 250 kVA : raccordées au réseau de distribution, principalement situées sur des bâtiments industriels de grande taille, des parkings ou des serres ; 30 % de la puissance du parc ; puissance moyenne : 116 kW ;
- au-dessus de 250 kVA : raccordées au réseau de transport HTA ou HTB, ce sont majoritairement des installations au sol occupant plusieurs hectares ; elles représentent en puissance plus de 45 % du parc total ; la puissance moyenne de celles raccordées au réseau HTA est de 2,4 MW.
La majorité de la puissance installée dans les régions Aquitaine et Provence-Alpes-Côte d'Azur est constituée de grandes centrales au sol, tandis que la région Pays de la Loire possède une forte majorité d'installations de faible puissance.

La puissance des installations photovoltaïques hors réseau était de 10,7 MW en 2000 et 10,8 MW en 2014,.

#### Répartition géographique
La carte des installations photovoltaïques par département montre leur concentration dans le quart sud de la France, avec cependant une assez forte présence en Alsace et Lorraine.
| Région                     | 2010 | 2011  | 2012  | 2013  | 2014  | 2015  | 2016  | 2017  | 2018  | 2019  | 2020   | 2021   | 2022   |
| -------------------------- | ---- | ----- | ----- | ----- | ----- | ----- | ----- | ----- | ----- | ----- | ------ | ------ | ------ |
| Nouvelle-Aquitaine         | 137  | 446   | 669   | 777   | 1 142 | 1 594 | 1 734 | 2 047 | 2 263 | 2 583 | 2 753  | 3 290  | 3 876  |
| Occitanie                  | 166  | 548   | 751   | 932   | 1 116 | 1 279 | 1 478 | 1 615 | 1 814 | 2 013 | 2 160  | 2 633  | 3 095  |
| Provence-Alpes-Côte d'Azur | 121  | 378   | 530   | 664   | 766   | 869   | 945   | 1 110 | 1 224 | 1 335 | 1 436  | 1 657  | 1 957  |
| Auvergne-Rhône-Alpes       | 116  | 298   | 410   | 474   | 583   | 647   | 703   | 776   | 942   | 1 068 | 1 190  | 1 484  | 1 821  |
| Grand Est                  | 66   | 223   | 369   | 398   | 424   | 435   | 445   | 469   | 489   | 543   | 597    | 928    | 1 131  |
| Pays de la Loire           | 95   | 212   | 260   | 291   | 350   | 379   | 413   | 463   | 496   | 557   | 615    | 760    | 919    |
| Centre-Val de Loire        | 20   | 63    | 141   | 155   | 170   | 199   | 217   | 238   | 271   | 320   | 375    | 670    | 782    |
| Bourgogne-Franche-Comté    | 30   | 68    | 129   | 154   | 172   | 187   | 196   | 241   | 271   | 294   | 330    | 463    | 635    |
| Hauts-de-France            | 30   | 66    | 104   | 112   | 120   | 124   | 129   | 135   | 153   | 164   | 186    | 344    | 424    |
| Bretagne                   | 47   | 112   | 133   | 150   | 167   | 178   | 190   | 205   | 219   | 236   | 253    | 304    | 392    |
| Normandie                  | 17   | 61    | 87    | 101   | 110   | 116   | 123   | 131   | 153   | 178   | 189    | 230    | 259    |
| Île-de-France              | 16   | 49    | 61    | 67    | 74    | 79    | 84    | 91    | 99    | 123   | 151    | 189    | 255    |
| Corse                      | 11   | 61    | 83    | 93    | 102   | 110   | 116   | 134   | 152   | 152   | 152    | 152    | 215    |
| Total France               | 878  | 2 584 | 3 727 | 4 366 | 5 297 | 6 196 | 6 772 | 7 654 | 8 546 | 9 435 | 10 387 | 13 067 | 15 761 |

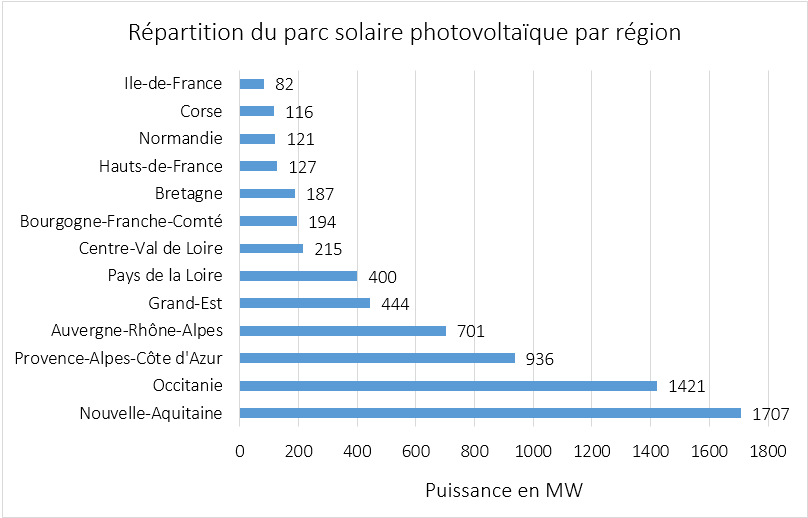
Répartition du parc solaire photovoltaïque par région en France en 2016.

Les quatre régions méridionales totalisent 68 % de la puissance installée.

#### Parcs photovoltaïques et projets français

##### Cestas
Située à Cestas en Gironde, la centrale solaire de Cestas (appelée localement centrale de Constantin), dont la mise en service a eu lieu en octobre 2015, développe une puissance de 300 MWc, ce qui en fait la plus importante d'Europe à la date de sa mise en service.

##### Toul-Rosières
Située près de Nancy (Meurthe-et-Moselle), sur l'ancienne base aérienne 136 de l'armée de l'air française, cette centrale affiche une puissance crête de 115 MWc.

##### Losse - Gabardan
La centrale photovoltaïque de Losse, dans le Gabardan (Landes), est une centrale construite en plusieurs tranches. La première tranche, équipée de miroirs orientables « Nanosolar » et délivrant 2 MW de puissance, a été mise en service en juillet 2010. En octobre 2011, la centrale achevée a été inaugurée ; elle inclut 300 ha de panneaux majoritairement fixes (pour une emprise au sol de 317 ha) et devrait produire annuellement 84 GWh, pour une puissance crête de 67,5 MWc,. Sa densité de puissance moyenne est de 3,1 W/m2.

##### Sainte-Tulle
La centrale photovoltaïque de Sainte-Tulle, Alpes-de-Haute-Provence, a été inaugurée le 11 juin 2010,.
- Superficie : 18,7 ha (en bordure d'autoroute)[51]
- Puissance installée : 5,24 MWc
- Nombre de modules photovoltaïques : 70 000, orientés vers le sud et inclinés à 25°
- Puissance unitaire des modules : 140 W
- Hauteur des modules : entre 1 m et 4,5 m
- Investissement : ~14 M€
- Énergie annuelle produite : ~7 800 MWh
- Densité de puissance moyenne[48] : 4,8 W/m2
- Économie de CO2 : 4 350 t/an
- Auteur du projet : EDF Énergies Nouvelles
- Constructeur du parc solaire : Belectric*
- Installation du parc solaire : ABC Construction
- Fournisseur des modules : First Solar

##### Vinon-sur-Verdon
La commune de Vinon-sur-Verdon, dans le Var, est équipée depuis le 15 mai 2009. La centrale fait partie d'une série initiale projetée de quatre sites (Vinon-sur-Verdon, Oraison, Sainte-Tulle et Les Mées), s'inscrivant dans le projet Solaire Durance, le site des Mées a abouti, les deux autres centrales solaires devaient être mises en service fin 2010.
Elle est la première à utiliser le silicium polycristallin, la première à ne pas avoir recours à des fondations en béton pour l'implantation des structures accueillant les panneaux solaires. En effet, son installation est faite sur des vis galvanisées de 1,60 m implantées dans le sol, démontables (les structures peuvent être désolidarisées des vis) et pouvant faire office de parafoudre,.
- Superficie : 10,4 ha
- Puissance installée : 4,2 MWc
- Nombre de modules photovoltaïques : 18 900
- Puissance unitaire des modules : 220 W et 230 W
- Gabarit des modules : environ 1,50 m sur 1 m
- Hauteur des modules : rangées de 5 m
- Investissement : non connu
- Énergie annuelle produite : 5 900 MWh
- Densité de puissance moyenne[48] : 6,5 W/m2
- Économie de CO2 : 2 800 t/an
- Auteur du projet : Solairedirect[55]
- Fournisseur des modules : Yingli solar, Chine

##### Saint-Clar
La centrale photovoltaïque de Saint-Clar, dans le Gers, est entrée en service en juin 2010. Au moment de son inauguration le 8 juillet 2010, c'était la plus grande de France.
- Superficie : 23,6 ha (emprise nette de 15 ha)
- Puissance installée : 9 MWc
- Nombre de modules photovoltaïques : 42 432
- Puissance unitaire des modules : 210 W
- Hauteur des modules : 3 m
- Investissement : ~45 M€
- Énergie annuelle produite : ~11 800 MWh
- Densité de puissance moyenne[48] : 5,7 W/m2
- Auteur du projet : société Solarezo

##### Massangis
À son inauguration en octobre 2012, c'était la quatrième plus grande centrale solaire photovoltaïque de France.
- Superficie : 141 ha
- Puissance installée : 56 MWc
- Nombre de modules photovoltaïques : 700 000
- Auteur du projet : EDF Énergies Nouvelles

##### Sourdun
La centrale photovoltaïque de Sourdun, a été inaugurée le 20 janvier 2012, c'est la plus grande centrale solaire photovoltaïque d'Île-de-France.
- Superficie : 13 ha
- Puissance installée : 4,5 MWc
- Nombre de modules photovoltaïques : 18 744
- Auteur du projet : Générale du solaire

##### Autres
- Saint-Symphorien (Gironde) : centrale de 24 MWc (74 ha) mise en service en 2011 par EDF Energies Nouvelles[57]
- Bordeaux[58] : les travaux ont débuté fin mai/début juin 2011 et doivent durer jusqu'à fin avril 2012. La puissance totale installée est de 12 MWc
- Malvési (Aude) : centrale d'environ 10 MW (80 000 m2 de panneaux), en fonctionnement depuis 2008[59]
- Miradoux (Gers) : centrale de 8 MWc (18,5 ha, 2011)[60]
- Porto-Vecchio (Corse-du-Sud) : centrale de 4,5 MWc en projet.
- Fabrègues (Hérault) : centrale de 1,3 MWc (4 ha)
- Lunel (Hérault) : centrale de 0,5 MWc (1,5 ha, 2008)
- St Laurent d'Aigouze (Gard) : centrale de 4,4 MWc
- En mars 2018, Engie et Suez ont annoncé qu'ils installeraient une production photovoltaïque sur tous les sites de recyclage et de traitement des déchets du groupe Suez de France métropolitaine. Engie construira et exploitera les installations. Le potentiel de production est estimé en 2018 à 1 GW (soit 27 500 tonnes d'émissions de CO2 évitées par an). L'opération commence avec la décharge de Drambon (Côte-d'Or) qui devrait accueillir 12 MW de capacité de production électrique[61]

### Conflit avec l'utilisation agricole des sols
La présidente de la FNSEA, Christiane Lambert, réclame un cadre national pour éviter que le développement des parcs solaires prévu dans la Programmation pluriannuelle de l'énergie (PPE) accélère la réduction de l'espace agricole, qui atteint 50 000 hectares tous les six à sept ans, soit l'équivalent d'un département. Selon une étude de l'Ademe publiée en 2018, les centrales photovoltaïques au sol concerneraient en 2015 de l'ordre de 450 hectares de foncier productif. Or la PPE prévoit de passer de 8,5 GWc de solaire fin 2018 à 35,6 à 44,5 GWc en 2028, soit environ 30 000 hectares, et pour baisser les coûts, le solaire photovoltaïque sera proportionnellement plus développé dans de grandes centrales au sol qu'il ne l'est aujourd'hui. Emmanuel Hyest, président de la FNSafer, prévient que la FNSafer préemptera systématiquement lorsqu'elle aura vent d'une cession de terres qui en changerait l'utilisation. Un projet de loi est d'ailleurs annoncé pour 2019 ou 2020 qui pourrait « sanctuariser » les terres agricoles.
Cinq opérateurs développent un projet qui pourrait s'étendre sur 2 000 hectares de la communauté de communes Coteaux et Landes de Gascogne, qui regroupe 27 villages du Lot-et-Garonne, sur la frontière Est de la forêt des Landes. Les deux-tiers des terrains sont aujourd'hui cultivés et le tiers restant est de la forêt. Les opérateurs ont déjà fait affaire avec des propriétaires fonciers pour réserver leurs terrains, mais le projet nécessitera encore plusieurs années de développement.
En recherche de foncier, les développeurs solaires proposent aux agriculteurs d'installer des centrales sur leurs terres, proposant des loyers jusqu'à dix fois plus élevés que ceux qui sont pratiqués pour un usage agricole. Selon William Arkwright, directeur général d'Engie Green, « sur 100 GW de capacités solaire visés en 2050, la moitié sera réalisée en toiture et l'autre moitié avec des centrales au sol. Or, les terrains dégradés, friches industrielles et autres anciennes carrières ne sont pas suffisantes, nous faisons l'hypothèse qu'environ 10 % de la puissance installée en 2050 le sera sur des terres agricoles. Cela devrait consommer à peine 0,035 % des terres agricoles françaises ».

### Ombrières de parking
La loi d'accélération des énergies renouvelables votée en 2022 contraint tous les propriétaires de parkings de plus de 1 500 m2, soit environ plus d'une centaine de places, à y installer des ombrières solaires depuis l'été 2023. Cela représente 70 millions de mètres carrés au total. Selon l'association technique des distributeurs Perifem, 100 % des places devront être couvertes d'ombrières photovoltaïques avant juillet 2026 pour les parkings de plus de 10 000 m2 et avant 2028 pour les autres, soit un investissement de dix milliards d'euros pour les 35 millions de mètres carrés des distributeurs. Le groupe Carrefour a lancé un vaste appel d'offres pour aménager l'ensemble de ses parkings détenus en propre en France, soit près de 200 hypermarchés et 500 supermarchés. Auchan et Lidl ont lancé des appels d'offres similaires.
Les ministères de l'Industrie, de la Transition écologique et du Commerce ont des projets multiples, parfois contradictoires, sur les 75 millions de mètres carrés de parcs de stationnement : la loi climat veut les couvrir d'ombrières photovoltaïques à l'horizon 2028. Le même texte pousse à la désimperméabilisation des sols et à leur végétalisation. Les pouvoirs publics poussent à l'installation sur les parkings de bornes de recharge électriques à hauteur de 5 % du nombre de places, bientôt 10 % peut-être selon une directive européenne en cours d'examen en 2023. Enfin, le gouvernement a lancé un grand projet d'intérêt général destiné à restructurer les zones commerciales et à utiliser leur espace pour des opérations de rénovation urbaine.

### Toitures de supermarchés et d'entrepôts
La loi d'accélération des énergies renouvelables dispose qu'à partir du 1er janvier 2023 tout entrepôt neuf ou réhabilité de plus de 500 m2 doit couvrir au moins 30 % de sa toiture de panneaux solaires ou la végétaliser ; ce seuil doit passer à 50 % dès 2027. Mais la rentabilité des projets n'est pas aisée à trouver, car l'électricité solaire produite en toiture est nettement plus chère que celle produite au sol. Elle n'est attractive que si elle est utilisée sur place, en autoconsommation. Or cela implique souvent d'investir dans des équipements de stockage, ce qui rend le projet non rentable. Pour la grande distribution, dont les réfrigérateurs tournent toute la journée, y compris lors des pics de production solaire de la mi-journée, l'avantage est évident. Il l'est beaucoup moins pour les centres logistiques non frigorifiés et fermés au public. La revente de la part de production non consommée sur place est limitée par la réglementation du tarif de rachat qui impose un plafond de 500 kW, inférieur à la capacité moyenne des installations.
Les professionnels de l'immobilier logistique se fixent en 2023 l'objectif d'installer cinq millions de mètres carrés de panneaux photovoltaïques en cinq ans sur les toits de leurs entrepôts, qui produiraient 1,2 GWc. Une plateforme logistique de 100 000 m2 en construction en Picardie, à Ablaincourt sera couverte de 20 000 panneaux photovoltaïques, la plus grande centrale photovoltaïque de France en toiture dans la logistique. Cependant, l'équipement des entrepôts déjà construits n'est pas envisageable, car les charpentes des bâtiments ne sont pas suffisamment solides pour recevoir les panneaux, et le coût est très élevé pour refaire une charpente, donc le retour sur investissement est extrêmement faible. Par ailleurs, la redistribution d'électricité au voisinage est limitée à 2 km par la réglementation, ce qui ne permet pas de rentabiliser l'équipement de leur toiture jusqu'à 50 %, seuil légal fixé pour 2027.

### Solaire flottant
Des projets de centrales solaires flottantes sont développés par Akuo Energy, EDF et la CNR : la centrale de Piolenc (17 MWc) dans le Vaucluse, mise en service en octobre 2019, et la centrale de Lazer (près de 20 MWc) dans les Hautes-Alpes, toujours en projet.
Akuo évalue le potentiel foncier du solaire flottant à 10 gigawatts en France. Les développeurs sont à la recherche de « surfaces non utiles » où le solaire n'entrerait pas en concurrence avec d'autres usages, tels que les bassins de rétention d'eau. L'évaluation des impacts doit se faire conformément au code de l'environnement, au sein duquel la loi de 1976 relative à la Protection de la nature a été codifiée. Il y a aussi un surcoût dû aux études d'ancrage et à la spécificité du sol, mais la proximité de l'eau permet de refroidir les panneaux et ainsi d'améliorer le rendement global.
Les effets sur les habitats naturels de faune et de flore sont à prendre en compte car les plans d'eau, même résultant de transformations du milieu, sont des réservoirs de biodiversité.

### Photovoltaïque linéaire
La Compagnie nationale du Rhône (CNR) teste une installation de « photovoltaïque linéaire » sur un démonstrateur de 350 mètres, à Sablons en Isère. Elle envisage d'utiliser 800 km de digues le long du Rhône en y installant des panneaux solaires bifaciaux pour profiter toute la journée de l'ensoleillement, à raison de 1 MWc par kilomètre. La principale difficulté est l'évacuation de l'électricité ; la CNR travaille avec le SuperGrid Institute et le CEA à la mise au point d'un convertisseur vers le courant alternatif à l'endroit du raccordement au réseau Enedis. La CNR compte mettre en route en 2023 un deuxième démonstrateur de 1,5 km en courant continu le long de la ViaRhôna, en forme d'ombrière pour le confort des cyclistes circulant dessous. Elle vise un tronçon de 15 kilomètres en 2025.

### Principales centrales photovoltaïques

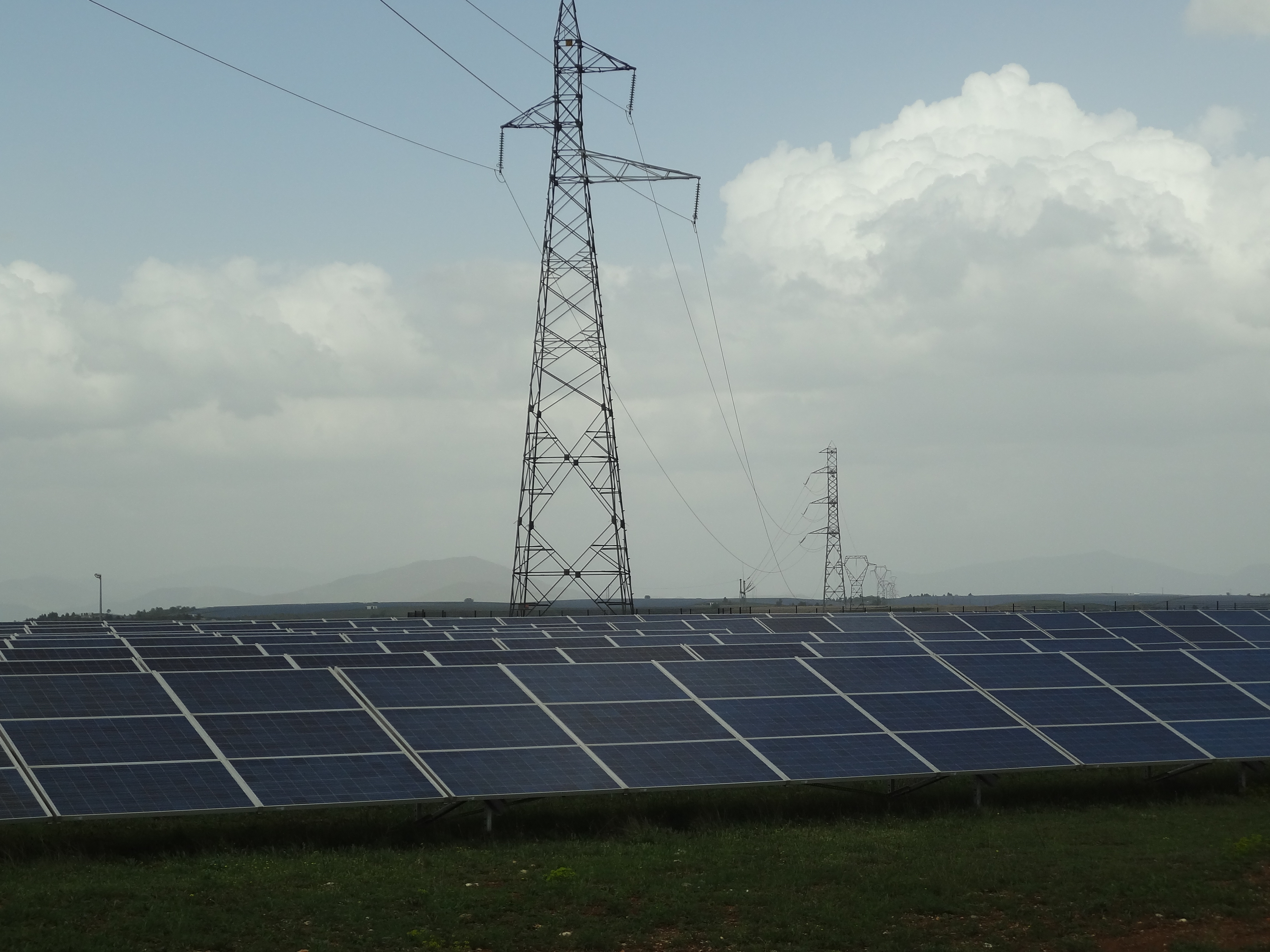
Centrale photovoltaïque de la Colle des Mées.

La plus grande centrale solaire photovoltaïque d'Europe, la centrale solaire de Cestas, a été inaugurée à Cestas (Gironde) le 1er décembre 2015 par la société Neoen. Composée d'un million de panneaux solaires, elle s'étend sur 260 hectares. Sa puissance installée de 300 MWc lui permettra de produire en moyenne 350 GWh/an, l'équivalent de la consommation moyenne de 50 000 foyers. La centrale est directement reliée au réseau de transport de l'électricité. Le tarif de vente de son électricité à EDF de 105 €/MWh pendant 20 ans la classe parmi les centrales les plus proches de la rentabilité en France. Ce tarif reste supérieur au prix de l'électricité sur le marché en France (moins de 40 €/MWh), mais témoigne de la forte baisse des prix du solaire ces dernières années : la première version du projet en 2010 arrivait à 300 €/MWh. Neoen a utilisé pour construire cette centrale des panneaux (environ 45 % du coût total) construits par des groupes chinois (Yingli, Trina Solar et Canadian Solar), mais a choisi des groupes français pour l'installation et les systèmes électriques : Clemessy, filiale d'Eiffage a piloté le génie civil ; Eiffage a fourni le câblage et Schneider Electric les onduleurs.
En 2020, une centrale solaire de 152 MWc est en construction sur le site de l'ancienne base aérienne de Marville, dans le nord de la Meuse. Le projet est mené par le développeur des Alpes-Maritimes Third Step Energy (TSE) et l'allemand Enerparc. La mise en service est prévue en février 2021 avec une production annuelle estimée à 156 GWh/an. Sur la partie ouest du site de 155 hectares, TSE a confié à Spie l'installation de 164 000 panneaux, et sur la partie ouest, Bouygues, mandaté par Enerparc, installe progressivement 200 000 modules solaires classiques. La communauté de communes de Montmédy avait choisi initialement le projet de Neoen, qui avait cependant préféré se consacrer à son projet de Cestas.
En octobre 2021 s'ouvre le débat public sur le projet « Horizeo », présenté par ses promoteurs Engie et Neoen, sur la commune de Saucats (Gironde). Ce projet de 1 GWc deviendrait la plus grande ferme solaire d'Europe, mais nécessiterait la destruction de 1 000 ha de forêt. Le projet comporte aussi un centre de données, une petite centrale de production d'hydrogène, un système de stockage d'énergie de 40 MWh et, sur 25 ha, de l'agrivoltaïsme. Le projet soulève une vaste opposition, depuis les écologistes, dont le maire de Bordeaux Pierre Hurmic (EELV) et la SEPANSO, au Rassemblement national, en passant par Le Mouvement de la ruralité, les forestiers, les pro-nucléaires, les agriculteurs et les chasseurs. Le conseil municipal de Saucats a voté un accord de principe en faveur du projet et le président de la CCI Bordeaux Gironde soutient « un immense projet entièrement financé par le privé »,. En 2023, les promoteurs du projet abandonnent les activités complémentaires : construction d'un centre de données et d'une unité de production d'hydrogène, batteries de stockage d'électricité. En février 2024, la demande de permis de construire est déposée, quelques jours avant la date limite de l'entrée en vigueur de la La loi sur les énergies renouvelables du 10 mars 2023, qui rend impossible les installations solaires entraînant un défrichement de plus de 25 hectares. La surface de la centrale est ramenée à 700 ha et sa puissance à 820 MWc. Le terrain est loué par bail emphytéotique par le Groupement forestier du Murat, détenu par plusieurs familles bordelaises. La centrale sera raccordée au réseau de RTE à 4 km. Sa mise en service est prévue fin 2027, mais les opposants (Horizon forêt, appuyé par la SEPANSO) comptent déposer des recours. En juillet 2024, le ministère de l'Environnement exclut cette centrale de la liste des projets pouvant déroger aux mesures anti-artificialisation des sols. Ce projet est jugé non conforme à l'esprit de la loi d'accélération des énergies renouvelables.
Le 22 février 2022, SNCF Gares & Connexions annonce un plan visant à installer 1,1 million de mètres carrés de panneaux solaires dans ses gares d'ici 2030, d'une capacité de 150 à 200 MWc, afin de réduire de moitié ses émissions de gaz à effet de serre par rapport à 2019 et d'assurer une production d'énergies renouvelables sur son foncier supérieure à sa consommation d'électricité. Elle lance un appel à manifestation d'intérêt pour trouver un premier partenaire industriel, chargé de la conception, de l'investissement, de la réalisation, de l'exploitation et de la maintenance des installations photovoltaïques qui doivent d'abord être installées d'ici 2024 sur les parkings de 156 gares. Cette première phase de 190 000 m2 aura une capacité de 25 à 30 MWc ; l'électricité produite sera revendue au réseau public de distribution.
| Nom                                                                     | Département             | MWc* | Date m.s.*     | Propriétaire             |
| ----------------------------------------------------------------------- | ----------------------- | ---- | -------------- | ------------------------ |
| Cestas,                                                                 | Gironde                 | 300  | 2015           | Neoen                    |
| Marville                                                                | Meuse\|Grand Est        | 152  | mai 2021       | TSE / Enerparc           |
| Toul-Rosières,                                                          | Meurthe-et-Moselle      | 115  | 2012           | EDF Énergies Nouvelles   |
| La Colle des Mées                                                       | Alpes-de-Haute-Provence | 100  | 2011-12        | Delta Solar/Enfinity/etc |
| Losse                                                                   | Landes                  | 67,5 | 2010-11        | EDF Énergies Nouvelles   |
| Crucey,                                                                 | Eure-et-Loir            | 60   | septembre 2012 | EDF Énergies Nouvelles   |
| Massangis,                                                              | Yonne                   | 56   | oct. 2012      | EDF Énergies Nouvelles   |
| * MWc : capacité installée (MWc) ; date m.s. : date de mise en service. |                         |      |                |                          |

#### DROM-COM
Les DROM-COM, par leur position sur le globe bénéficient d'un ensoleillement optimal.
En juillet 2017, le dernier appel d'offres solaire pour l'Outre-mer et la Corse a sélectionné 67 projets lauréats pour des installations d'une capacité totale de 63,3 MWc, qui bénéficieront d'un tarif d'achat garanti moyen de leur électricité de 113,60 €/MWh, en baisse de plus de 40 % par rapport au prix octroyé lors de l'appel d'offres de juin 2016. En 2012, les projets retenus avaient encore un tarif d'achat autour de 400 €/MWh. Selon le ministère de la Transition écologique, ce tarif est désormais compétitif par rapport aux coûts complets de production d'électricité dans ces zones, supérieurs à 200 €/MWh car le coût d'acheminement du fioul ou du charbon est bien plus élevé qu'en métropole. Les installations lauréates intégreront en outre à ce tarif des solutions de stockage, qui leur permettront de fournir de l'électricité sur une plage horaire plus importante : 50 lauréats se sont engagés à fournir de l'électricité lors de la période de pointe de consommation ; les dispositifs de stockage permettront également d'améliorer le lissage et la prévisibilité de la production solaire.
En 2015, près de 36 % de l'électricité produite à La Réunion « a été générée à partir d'énergies renouvelables et presque 10 % à partir des seules sources « intermittentes » (solaire photovoltaïque et éolien) ».
Exemples de parcs photovoltaïques dans les DROM-COM : 
- ESS – Mangassaye[93] - La Réunion  ;
- BARDZOUR[94] - La Réunion ;
- Montjoly[95] - Guyane ;
- Centrale solaire du Toucan[96] - Guyane.

### Marché photovoltaïque

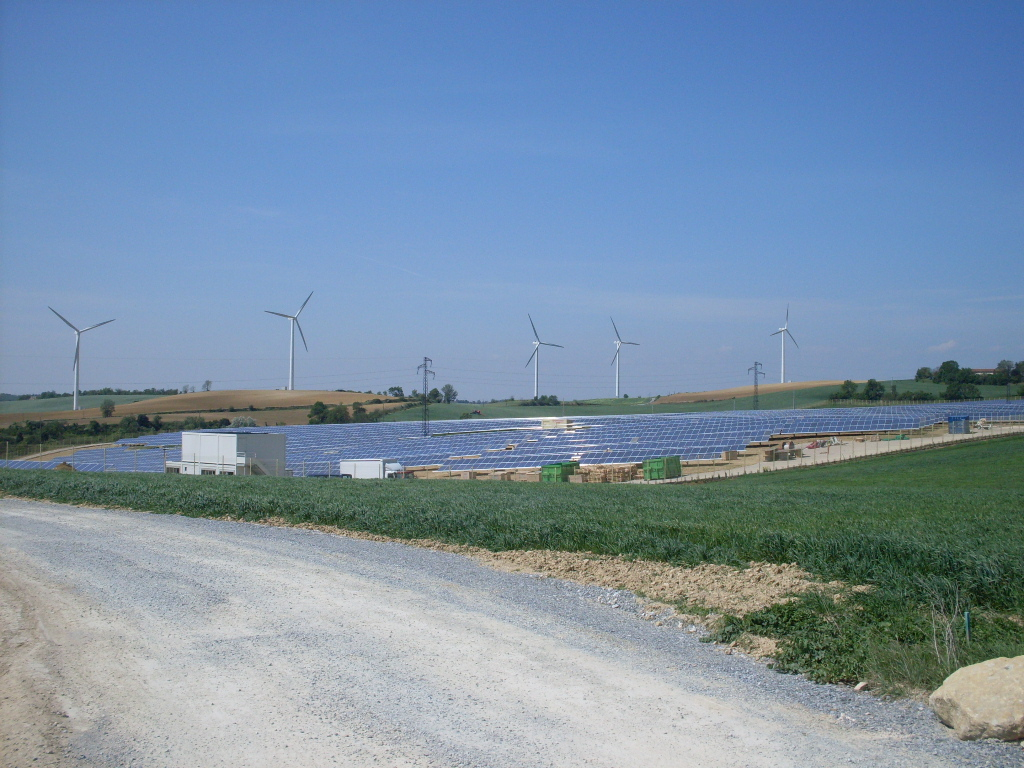
Panneaux solaires près d'Avignonet-Lauragais.

Le filière de l'énergie solaire se développe massivement en Allemagne, Espagne, Italie, États-Unis, Chine, Inde, ce qui contribue à en diminuer les coûts. Selon GTM Research, les coûts de production des modules premium des grandes marques chinoises ont ainsi diminué de plus de 50 % de 2009 à 2012, passant de 1 à 0,46 €/W ; cette baisse se poursuit notamment grâce à des innovations techniques.
Une guerre commerciale s'est développée entre les États-Unis et l'Europe d'une part, la Chine de l'autre, sur des accusations de soutiens étatiques aux fabricants. Les aides et subventions sont importantes dans de nombreux pays. Les États-Unis ont institué en octobre 2012 des droits de douane dissuasifs sur les panneaux chinois et l'Europe a lancé en 2012 une enquête antidumping, qui a ralenti le développement du photovoltaïque,.
La Chine, qui importe beaucoup de silicium d'Europe et des États-Unis, a ouvert une enquête antidumping sur les importations de silicium polycristallin en provenance de l'Union européenne, après avoir fait de même en juillet pour celles des États-Unis ; l'Allemagne, qui exporte et investit massivement en Chine, presse pour une solution amiable ; le 4 juin 2013, Bruxelles avait conclu au dumping de la part de l'industrie chinoise, qui affiche avec l'Europe un excédent commercial de 21 milliards de dollars dans les équipements solaires, et annoncé le relèvement de ses droits de douane de 11,8 % dans un premier temps avant de les augmenter de 47,6 % à partir du 6 août. Un accord a été négocié et conclu en juillet 2013 sur un prix minimum de vente de 0,56 €/W solaire fourni et sur un volume maximum d'exportation vers l'Europe de 7 GW, soit 60 % du marché européen, alors que les Chinois ont pris, en 2012, 80 % du marché, mettant en faillite une trentaine d'entreprise européennes.
Le 12 mars 2014, le Conseil supérieur de l'énergie a adopté le projet d'arrêté mettant fin à la majoration tarifaire pour les installations dont les panneaux sont fabriqués en Europe, la Commission européenne jugeant que ces bonus constituent une entrave à la libre concurrence.
La Commission européenne, le 5 décembre 2015, a ouvert une enquête visant à déterminer si les mesures antidumping mises en place en Europe en 2013, face à l'afflux de panneaux solaires fabriqués en Chine, devaient être maintenues ; cette décision prolonge de facto ces mesures de 15 mois.
En mars 2021, l'institut européen d'innovation et de technologie EIT InnoEnergy et l'association SolarPower Europe lancent l'European Solar Initiative (ESI) qui vise à redéployer une industrie manufacturière européenne dans le domaine du photovoltaïque. Le coût de transport des panneaux provenant de Chine représente environ 10 % des coûts et la mise en œuvre prochaine du mécanisme d'ajustement carbone aux frontières (MACF) pourrait réduire l'avantage concurrentiel des fabricants chinois de panneaux solaires. Les nouvelles lignes directrices sur les aides d'État pour le climat, la protection environnementale et l'énergie définies par la Commission européenne permettent aux gouvernements de faire reposer jusqu'à 30 % de la note des appels d'offres sur des critères non tarifaires. Plusieurs projets d'extension ou de création de capacités de fabrication de modules et de cellules sont apparus dans l'Union européenne, dont le projet du fabricant norvégien de panneaux solaires REC Solar à Hambach, en France, qui vise 4 000 MWc de modules à hétérojonction en 2025 ; mais REC Solar a été racheté en octobre 2022 par le conglomérat indien Reliance Industries, qui n'a pas confirmé ce projet.
Le 3 mars 2023, la start-up Carbon, créée en mars 2022, veut construire d'ici à 2025 une usine de plus de 3000 salariés pour produire et assembler des panneaux solaires dans le port de Marseille-Fos. Elle vise un volume annuel de 5 GWc de cellules photovoltaïques et 3,5 GWc de modules, et une capacité de production de 20 GWc d'ici à 2030. La décision finale d'investissement pour ce projet est prévue au troisième trimestre 2024. Carbon estime son besoin à 1,5 milliard d'euros pour construire la première usine à Fos-sur-Mer et à 4 milliards pour atteindre son objectif en 2030.
Le 15 mai 2023, le consortium européen Holosolis, émanant du consortium public-privé européen InnoEnergy, qui regroupe entre autres Siemens, le CEA et plusieurs universités, annonce investir 710 millions d'euros pour créer une usine de cellules et modules photovoltaïques de 1 700 employés à Hambach, en Moselle, qui pourrait entrer en service dès 2025, visant une capacité annuelle de 5 GWc.
Selon le gouvernement, 2,7 GW ont été installés en 2022, puis 3,2 GW en 2023, dopés par les toits et ombrières solaires, formant un parc solaire de 19,3 GW en France métropolitaine continentale fin 2023, ou 20 GW en incluant la Corse et l'Outre-mer. Le Gouvernement veut alors d'atteindre 6 GW de branchements supplémentaires chaque année, dès 2025 pour atteindre en 2035 100 GW de capacités solaires installées. Une ré-industrialisation du photovoltaïque en France est également souhaitée.
Le 17 avril 2024, l'un des derniers fabricants français de panneaux solaires, Systovi, annonce la cessation de ses activités et son placement en liquidation judiciaire, la concurrence chinoise étant quatre fois moins chère.
Le 18 novembre 2024, le fabricant chinois de panneaux photovoltaïques Das Solar présente son projet de construire en France sa première gigafactory hors de Chine, et signe avec Pays de Montbéliard Agglomération (PMA), dans le Doubs, l'acquisition d'une friche industrielle de 100 000 m2 à Mandeure. La future usine aura une production annuelle de 3 GW, qu'il compte écouler sur les marchés de l'Europe et de l'Afrique francophone. Das Solar, créé en 2018 dans la région de Shanghai et positionné sur une technologie de deuxième génération, compte 14 usines.

### Poids économique du secteur
Selon l'Ademe, le secteur photovoltaïque français fournissait 12 270 emplois en 2014, dont 10 250 emplois dans les équipements et l'installation et 2 020 emplois dans l'exploitation des sites ; le secteur a perdu près de 60 % de ses effectifs entre 2011 et 2013. Le chiffre d'affaires du secteur atteignait 3 780 M€ en 2013, dont 1 380 M€ dans la fabrication d'équipements et 2 360 M€ dans l'exploitation et la maintenance ; il a régressé de 40 % depuis 2010.
Les principaux acteurs sont :
Engie (ex-GDF Suez)l'entreprise a racheté en juillet 2015 Solairedirect, société dont les 57 parcs en exploitation, ou en cours de construction, sur tous les continents totalisent une capacité de 486 MWc, dont 224 MWc en France, ainsi que 4,5 GWc de nouveaux projets en phase de développement ; Engie avait de son côté 201 MWc ; en 2018, après l'acquisition de la société bretonne Langa, le groupe Engie devient le numéro un du solaire français avec 455 MWc installés, devant l'indépendant Photosol, puis EDF EN ; lors du dernier appel d'offres, à travers ses filiales Engie Green, Langa et la Compagnie nationale du Rhône, le groupe Engie a remporté 25 projets photovoltaïques en France, soit près de 230 MWc sur les 720 attribués ; il prévoit d'atteindre 2 200 MWc installés en 2021.
EDF Énergies Nouvellesfiliale d'EDF, qui assure l'exploitation et la maintenance de 1,5 GWc de capacités solaires photovoltaïques dans le monde, dont 848 MWc en propre, en Europe, en Inde et aux États-Unis ; le groupe a annoncé en 2015 sa volonté de doubler ses capacités installées dans les renouvelables en Europe d'ici à 2030 ;
en décembre 2017, EDF annonce un programme d'investissement de 25 milliards d'euros pour la construction de 30 GW de centrales solaires photovoltaïques entre 2020 et 2035, ce qui ferait passer la part du solaire dans la production d'électricité de 1,6 % en 2017 à 7 ou 8 % en 2035 ; en avril 2017, EDF EN annonce l'acquisition d'une participation majoritaire de 61 %, en plus d'obligations convertibles, dans Futuren (ex-Theolia), valorisant ce dernier à environ 188 millions d'euros ; en avril 2019, EDF annonce l'acquisition de Luxel, PME basée près de Montpellier spécialisée dans le développement de parcs solaires, avec 150 MWc en exploitation et surtout un portefeuille de projets d'environ 900 MWc ; EDF avait également fait une offre sur le développeur Valeco basé dans l'Hérault, qui lui a finalement préféré l'allemand EnBW ;
après intégration de Luxel, EDF affiche seulement 300 MWc de capacités solaires exploitées en France.
Photosolétait en 2016 le quatrième producteur français d'énergie photovoltaïque avec 150 MWc en exploitation et serait, selon Les Échos, passé à mi-2018 au deuxième rang ex-aequo avec EDF-EN.
Totalqui détient 66 % de l'américain Sunpower, l'un des leaders mondiaux des panneaux solaires, qui développe aussi des installations ; en avril 2018, Total annonce l'achat de 74 % de Direct Énergie, qui avait, en juin 2017, racheté Quadran.
Neoencréé en 2008 par Jacques Veyrat, ancien président de Louis Dreyfus, a construit à Cestas en Gironde la plus grande centrale photovoltaïque d'Europe (300 MWc) ; les centrales en exploitation ou en construction par Neoen en avril 2017 totalisaient 1 125 MWc, dont 542 MWc en France, 458 MWc en Australie, 125 MWc au Portugal et au Salvador, et se répartissent entre le solaire : 59 %, l'éolien : 39 % et la biomasse : 2 %. Détenue à 55 % par le fonds Impala de Jacques Veyrat, Neoen détient en mai 2017 une puissance totale en fonctionnement ou en construction de 1 800 MWc et vise 4 000 MWc en 2021 ; en septembre 2018, Neoen a enregistré son document de base auprès de l'Autorité des marchés financiers (AMF) pour son introduction en Bourse prévue en octobre.
Fin 2017, le marché de l'exploitation des installations solaires reste très morcelé : les dix premiers acteurs ne contrôlent que le quart de la capacité installée totale, alors que dans l'éolien la part de marché des dix premiers acteurs dépasse 50 %. Les quatre premiers au classement solaire sont EDF Énergies Nouvelles : 290 MWc (4 %), Photosol : 229 MWc (3,2 %), Engie : 214 MWc (3 %) et Urbasolar : 210 MWc (2,9 %). L'annonce du projet d'EDF de construire un parc de 30 000 MWc d'ici 2035 pourrait changer radicalement la physionomie du secteur.
La France comptait en 2015 une quinzaine de grosses PME capables de décrocher des contrats à l'international  : Générale du Solaire, Fonroche, Voltalia, Akuo, Quadran, Urbasolar, etc., dont beaucoup ont cherché des débouchés à l'étranger lorsque le marché français s'est effondré après le moratoire en 2010.
La société « Eren Renewable Energy » (Eren RE), filiale du groupe Eren, a annoncé en octobre 2015 la levée de 200 millions d'euros, dont la moitié souscrite par Bpifrance, pour financer son développement dans le solaire et l'éolien. Le groupe Eren, fondé par les anciens dirigeants d'EDF Energies Nouvelles Pâris Mouratoglou et David Corchia, a déjà investi près de 800 millions d'euros, dont environ 250 millions d'euros en fonds propres, dans le développement de parcs solaires et éoliens dans les DOM, en Grèce, en Israël et en Inde. EREN RE compte 240 MW de puissance installée nette en exploitation ou en construction, et 600 MW en comptant les parts de ses partenaires et s'est fixé pour objectif d'atteindre 2 GW nets d'ici 2020, non seulement en Inde, mais aussi en Asie du Sud-Est (Thaïlande, Indonésie), en Afrique (Ouganda, Égypte), et en Amérique du Sud (Brésil, Chili), zones où les énergies renouvelables n'ont quasiment plus besoin de subventions directes.
En septembre 2018, Arkolia Énergies lève 15 millions d'euros auprès de Bpifrance ; la société a réalisé, à fin 2017, plus de 450 centrales « clefs en main » (solaire au sol et en toitures, biogaz, éolien) et exploite un portefeuille de 108 MW.

### Intégration au réseau électrique
Le parc photovoltaïque est pour l'essentiel raccordé au réseau de distribution : 91,6 % fin 2017, dont 6 529 MW sur le réseau d'Enedis, 342 MW sur les réseaux des ELD et 147 MW sur celui d'EDF-SEI en Corse ; le réseau de transport de RTE accueille 642 MW (8,4 %).
L'intégration au réseau des installations photovoltaïques implique non seulement leur raccordement au réseau, mais aussi, en amont, des renforcements du réseau de distribution et parfois, encore plus en amont, des renforcements du réseau de transport ; RTE élabore donc des Schémas régionaux de raccordement au réseau des énergies renouvelables (S3REnR) en partant des objectifs fixés par les Schémas régionaux Climat-Air-Environnement (SRCAE), en concertation avec les régions, les gestionnaires des réseaux de distribution et les associations de producteurs ; au 31 mars 2014, neuf S3REnR ont été approuvés et publiés, et trois sont déposés et en cours d'approbation ; le total des objectifs 2020 des SRCAE pour le photovoltaïque atteint 15 400 MW (dont : 2 380 MW pour Rhône-Alpes, 2 300 MW pour Provence-Alpes-Côte d'Azur et 2 GW pour Languedoc-Roussillon), largement supérieur à l'objectif national de 5 400 MW ; pour les 12 régions ayant déposé leur S3REnR, le cumul des objectifs 2020 atteint 23 100 MW (éolien + photovoltaïque), dont 11 GW déjà installés ou en file d'attente ; RTE a donc réservé 12 100 MW pour les EnR, dont 5 100 MW de réseau existant (marges de capacité suffisantes), 2 200 MW de renforcement non exclusivement destinés au raccordement des EnR et 4 800 MW consacrés aux EnR ; le financement de ces travaux d'ici 2020 est estimé à 1 200 M€, dont 150 M€ seront à la charge des producteurs.
Le concept de nœud socio-énergétique retranscrit ainsi la correspondance géographique entre les acteurs que sont le cadre juridique (l'État, la commune), les moyens de fourniture d'énergie (l'installation en elle-même : la part de couverture solaire, le fournisseur général d'énergie) et les utilisateurs. L'implantation d'une couverture solaire en milieu urbain implique de fait des proximités spatiales, entre les usagers et leur source d'énergie, et organisées, entre les sources d'énergie et les acteurs qui les encadrent.

#### Écrêtements de la production
Du fait du développement des capacités de production éoliennes et solaires, à coûts faibles ou nuls, les épisodes de prix négatifs deviennent de plus en plus fréquents dans les années 2020, en particulier pendant l’après-midi, au printemps et à l’été. Pendant ces périodes, le fonctionnement normal du marché incite les producteurs à arrêter (ou, à défaut, à diminuer au maximum) leur production, lorsque le prix d’équilibre de marché ne permet pas de couvrir les coûts variables de production. Les installations éoliennes et photovoltaïques plus récentes qui bénéficient d’un contrat de complément de rémunération, et celles valorisant leur production sans dispositif de soutien, sont soumises à une incitation économique à écrêter leur production en cas de prix négatifs. En fin d’année 2024, ces capacités représentaient de l’ordre de 60 % du parc éolien terrestre et 30 % du parc photovoltaïque, pour près de 20,5 GW au total. Au cours de l’année 2024, l’écrêtement de production éolienne et photovoltaïque française lors d’épisodes de prix spot négatifs en France a représenté environ 1,7 TWh, soit 2,4 % de la production éolienne et solaire cumulée sur l’année 2024, dont environ 0,9 TWh de production éolienne écrêtée et environ 0,8 TWh de production solaire.

### Politique énergétique

#### Historique
Le système de soutien aux énergies renouvelables sous la forme de l'obligation d'achat de ces énergies par les fournisseurs d'électricité à un tarif réglementé a été institué par la loi no 2000-108 du 10 février 2000 ; le surcoût de ce tarif réglementé par rapport au prix de marché est remboursé au fournisseur d'électricité grâce à une taxe sur les factures d'électricité dénommée contribution au service public de l'électricité.
Le 23 août 2010 une baisse de 12 % des tarifs d'achat de l'électricité photovoltaïque par les fournisseurs d'électricité, ainsi que de futures révisions de ces tarifs ont été annoncées pour réorganiser la filière. Quatre mois plus tard, le Premier Ministre annonce une remise à plat du soutien public à la filière photovoltaïque, annonçant un moratoire sur les nouveaux projets (hors installations « domestiques ») avant publication d'un nouveau cadre en mars 2011.
Le 3 septembre 2010, un rapport de l'Inspection générale des finances avance que le photovoltaïque, du fait de la faible production nationale, contribue pour 2 % au déficit commercial de la France (800 millions d'euros en 2009), étant source d'un « risque financier majeur » pour les consommateurs. En décembre 2010, Nathalie Kosciusko-Morizet s'élève contre l'importation en grande quantité de panneaux photovoltaïques chinois à bas coût en France. Selon la ministre de l'Écologie, ces panneaux solaires importés de Chine équivaudraient à « une gamme de base dont la réalisation représente 1,8 fois la production de CO2 d'un panneau français » ».
Le 7 janvier 2013, la Ministre de l'Écologie et de l'Énergie a annoncé le doublement des objectifs fixés pour 2013 en termes de MW photovoltaïques installés. Ces objectifs passent ainsi de 500 à 1 000 MW, notamment à la faveur d'un nouvel appel d'offres de 400 MW pour les grosses installations de plus de 2 500 m2 et 100 kWc (pour 200 MW) et les centrales au sol (pour 200 MW). Sont privilégiées notamment les technologies innovantes telles que le photovoltaïque à concentration ou les trackers, ainsi que des technologies plus matures, telles que les ombrières de parking ; la production française sera favorisée par des tarifs de rachats préférentiels aux projets utilisant des produits en partie fabriqués en Europe ; la bonification pourra atteindre 10 % au maximum. Cette bonification a été supprimée en avril 2014 sur mise en demeure de la France par la Commission européenne.
En réaction au coût croissant des subventions sous forme de tarifs d'achat, qui constituent des aides publiques admises à titre dérogatoire pendant la période initiale de lancement des énergies renouvelables, la Commission européenne a publié en avril 2014 des propositions de réforme pour améliorer l'efficacité des systèmes de soutien en accroissant leur sélectivité et en cherchant à insérer progressivement les EnR dans les mécanismes de marché : pour la période 2014-2020, elle propose d'interdire le système de prix garantis pour toutes les installations solaires de plus de 500 kWh ou éoliennes de plus de 3 MW, pour privilégier un système d'appel d'offres, afin de réintégrer l'électricité verte dans les mécanismes de marché ; la France a plaidé pour une période d'adaptation jusqu'à 2018.
La réforme du système français d'aides a été intégrée dans la loi relative à la transition énergétique pour la croissance verte. La loi y consacre son titre V « Favoriser les énergies renouvelables pour diversifier nos énergies et valoriser les ressources de nos territoires », dont les principales dispositions sont :
- maintien de l'obligation d'achat ;
- remplacement du tarif d'achat réglementé par un complément de rémunération (nouvelle section 3 de l'article 314 du code de l'énergie), dont les modalités de calcul, précisées par décret, tiennent compte des investissements, des charges et des recettes de vente, mais aussi de l'autoconsommation ; la rémunération des capitaux immobilisés résultant de ce complément ne doit pas dépasser un niveau raisonnable, et les conditions du complément sont révisées périodiquement ;
- les contrats résultant des appels d'offres peuvent comporter soit un tarif d'achat, soit un complément de rémunération (art. 106) ;
- la CSPE est maintenue aussi bien pour les contrats à tarif d'achat que pour ceux à complément de rémunération (article 104) ;
- la possibilité d'investissement participatif des habitants ou des collectivités locales aux projets de production d'énergie renouvelable (sur le modèle allemand) est prévue par les articles 109 à 111
- des mesures, à préciser par ordonnances, destinées à promouvoir le développement de l'autoconsommation (article 119) ;
- un plan de développement du stockage des énergies renouvelables par hydrogène décarboné, à soumettre au Parlement dans un délai d'un an (article 121).

#### Évolutions récentes
Le système de soutien aux énergies renouvelables en France passe par les tarifs d'obligation d'achat pour les petites installations et par des appels d'offres pour les installations de plus de 100 kWc ; pour les centrales sur très grandes toitures au-delà de 250 kWc (plus de 2 500 m2 de panneaux) et pour les centrales au sol, les appels d'offres reposent sur un cahier de charges standard, élaboré en concertation avec les acteurs de la filière et prévoyant des exigences environnementales et industrielles. L'appel d'offres de novembre 2014 portait sur 400 MWc, dont 150 MWc d'installations sur bâtiments, 200 MWc au sol et 50 MWc d'ombrières de parking. Pour les installations entre 100 kWc et 250 kWc, la procédure d'appel d'offres est simplifiée, afin de garantir une réponse plus rapide aux candidats et prévenir tout phénomène spéculatif. Le troisième appel d'offres de ce type a été lancé en mars 2015 pour 120 MWc, sur trois périodes de quatre mois avec 40 MWc chacune. Le SER critique ces procédures qui selon lui ralentissent le développement du photovoltaïque.
La ministre de l'Environnement a annoncé la suppression des tarifs attribués aux installations solaires intégrées au bâti pour les bâtiments existants à partir du 1er janvier 2016, afin de favoriser plutôt le développement des installations en toiture de bâtiments dans les zones commerciales.
La CRE a lancé en mai 2015 un appel d'offres pour des installations photovoltaïques de plus de 100 kWc dans les zones non interconnectées (DOM et Corse) pour 50 MW, dont 25 MW au sol et 25 MW sur bâtiments ; les installations doivent comprendre des capacités de stockage d'au moins 0,5 kWh par kilowatt et respecter divers critères d'intégration au réseau et de respect de l'environnement
Le président Hollande a annoncé le 20 août 2015 un doublement de l'appel d'offres en cours pour la création d'installations photovoltaïques, de 400 à 800 MWc. L'appel d'offres de l'automne 2014 pour les installations de plus de 250 kWc, clos le 1er juin 2015, avait suscité une ruée : 574 dossiers ont été déclarés complets, pour une puissance totale de 2 291 MWc, avec des prix d'achat entre 70 et 150 €/MWh pour les fermes solaires de moins de 12 MWc.
L'appel d'offres lancé en août 2015 pour l'installation de 800 MWc de capacités photovoltaïques a retenu 212 lauréats. Le tarif moyen de vente de l'électricité produite a fortement baissé. Les projets retenus représentent un milliard d'euros d'investissement et une production annuelle de 1,1 TWh. Cet appel d'offres a finalement été porté à 1 100 MWc, mais les professionnels se plaignent des reports incessants qui ont limité le nombre d'appels d'offres à trois seulement depuis le moratoire de 2010 ; ils prévoient un creux dans les mises en service en 2016 à 700 MWc, avant le plein effet du dernier appel d'offres en 2017. La ministre de l'Écologie a présenté le 13 novembre 2015 le calendrier des appels d'offres dans le solaire sur trois ans : 800 MWc en 2016, dont 500 MWc pour les centrales au sol, et 1 450 MWc sur chacune des deux années suivantes, dont 1 000 MWc de centrales au sol.
Le 28 juin 2016, le ministère de l'environnement a annoncé que l'appel d'offre pluriannuel prévu sur les centrales photovoltaïques au sol porterait sur six ans, et non pas sur trois ans comme attendu ; il visera 1 000 MWc par an ; un autre appel d'offres, consacré aux centrales photovoltaïques sur bâtiments, portera sur 450 MWc par an pendant trois ans ; enfin, un nouvel appel d'offres de 50 MWc sur le solaire avec stockage, dans les zones non interconnectées (ZNI), sera lancé prochainement. Le dernier appel d'offres similaire, dont les résultats ont été publiés le 11 juin 2016, a rencontré un grand succès : sur les 222 dossiers déposés pour une capacité de 356 MWc, 33 ont finalement été retenus pour 52 MWc, et le prix de vente moyen proposé pour l'électricité produite est tombé à 204 €/MWh contre 400 €/MWh lors de l'appel d'offres précédent, en 2012. Le photovoltaïque avec stockage est ainsi devenu moins cher que l'électricité du réseau : selon la CRE, le prix moyen de l'électricité dans les ZNI atteint 225 €/MWh. Le Ministère a fixé dans un arrêté du 24 avril 2016 des objectifs ambitieux pour le photovoltaïque : 10 200 MWc en 2018 et 18 200 à 20 200 MWc en 2023, contre 6 100 MWc fin 2015.
En 2017, huit appels d'offres ont été publiés pour un total de 1 503 MWc : deux appels d'offres pour des centrales au sol et ombrières (1 043 MWc), avec des tarifs moyens de 70,6 €/MWh en mars et de 63,9 €/MWh en juin ; trois appels d'offres pour des projets en autoconsommation (83 MWc), deux pour des projets en toiture (314 MWc) et un pour des centrales avec stockage en zones non interconnectées (63 MWc, tarif moyen : 113,6 €/MWh).
En janvier 2018, Nicolas Hulot a confirmé que le volume des appels d'offres solaires passera progressivement de 1,5 à 2,5 GW par an, avec une première étape dès les prochains appels d'offres qui auront lieu en mars pour les installations sur bâtiment (pour 200 MWc) et en juin pour les centrales au sol.
Le 28 juin 2018, Sébastien Lecornu, secrétaire d'État auprès du ministre de la Transition écologique et solidaire, présente un « plan de mobilisation pour accélérer le déploiement de l'énergie solaire ». L'Armée s'engage à mettre à disposition plus de 2 000 hectares de terrains avant 2025 pour développer des projets photovoltaïques. Le plan solaire de 30 GWc annoncé par EDF nécessitera au moins 30 000 hectares. Total compte installer 10 GWc d'ici 10 ans sur ses stations-services et sur l'ensemble de ses sites. Le plan du ministère promet un soutien financier renforcé pour les chauffe-eau solaires, et une simplification du code de l'urbanisme pour faciliter les ombrières photovoltaïques sur les parkings ou les serres solaires ; il va « rendre possible » le tiers-investissement sur les toitures pour l'autoconsommation.
De fait, en 2019, certaines sociétés de tiers-investisseur se sont spécialisées dans le parking à ombrières photovoltaïques, qui prennent en charge des projets sur vingt ans, moyennant un loyer et en comptant un amortissement en une quinzaine d'années. Les parkings de supermarchés sont notamment une ressource, qui représenterait « plusieurs centaines de milliers d’hectares » équipés en 2019.
En août 2019, l'Armée, qui a déjà cédé en un an 100 hectares à des opérateurs photovoltaïques, a publié son premier appel d'offres pour près de 300 hectares, dont 250 à Creil dans l'Oise. Ces sites sont à louer sur une durée de 30 ans. La programmation pluriannuelle de l'énergie prévoit de doubler les capacités de production d'électricité d'origine solaire en cinq ans, passant de 9 GW en 2018 à plus de 20 GW en 2023 puis 40 GW en 2028. L'Agence de l'environnement et de la maîtrise de l'énergie a identifié près de 18 000 sites « propices à l'installation d'une centrale photovoltaïque » qui pourraient produire plus de 50 GW ; il s'agit essentiellement de « zones délaissées » tels que d'anciens dépôts d'hydrocarbures, garages, carrières ou d'anciens sites de stockage de déchets. L'appel d'offres sur la base aérienne de Creil a été attribué en février 2020 à la PME française Photosol ; la centrale solaire occupera 180 hectares ; sa mise en service est prévue fin 2022 ; sa production est estimée à 240 GWh. Le ministère de la Défense s'est engagé en 2018 à mettre à la disposition de producteurs d'énergie solaire 2 000 hectares de terrains d'ici à la fin de l'année 2022.
La nouvelle ministre de la Transition écologique Élisabeth Borne a annoncé fin août 2019 le lancement de nouveaux appels d'offres pour les projets photovoltaïques en 2020 : deux périodes d'appels d'offres pour les centrales au sol, pour 850 MWc et 1 000 MWc, et une seule pour 300 MWc dans les projets sur bâtiment. Les délais ont toutefois du mal à être tenus : si les appels d'offres prévoient deux ans pour la mise en chantier des centrales solaires, en réalité il faut 30 mois et parfois plus pour les voir sortir de terre du fait de délais de raccordement, de la prise de conscience de la biodiversité ou de difficultés conjoncturelles dans la disponibilité des panneaux solaires.
Le 23 avril 2020 a été publiée la Programmation pluriannuelle de l'énergie (PPE) qui fixe, pour le photovoltaïque, des objectifs de 20,1 GWc pour 2023 et 35,1 à 44 GWc pour 2028.
Le 22 aout 2021 est promulguée la loi portant lutte contre le dérèglement climatique et renforcement de la résilience face à ses effets, dit loi « climat et résilience ». L'article 101 de cette loi dispose que les nouvelles surfaces commerciales, entrepôts et parcs de stationnements couverts doivent intégrer un système de production d'énergie renouvelable, un système de végétalisation ou tout autre dispositif permettant d'améliorer l'efficacité thermique du bâtiment.
Le 10 février 2022, le président Macron annonce l'objectif de multiplier « par près de dix la puissance installée » solaire d'ici à 2050, pour atteindre 100 GW contre 12,3 GW en 2021.
Le 28 juillet 2022, la ministre de la Transition énergétique annonce une série de mesures d'urgence : elle autorise les projets de production d'énergie renouvelable électrique sous le régime des compléments de rémunération à vendre leur électricité sur les marchés durant 18 mois avant la prise d'effet de leurs contrats ; la hausse du coût des matériaux sera prise en compte pour tous les futurs projets de production d'énergie renouvelable électrique ; la baisse des tarifs pour les projets photovoltaïques développés sur des bâtiments est gelée pour l'année 2022 ; tous les projets déjà lauréats d'appels d'offres pourront, sans justification, augmenter leur puissance jusqu'à +40 % avant leur achèvement ; de nouveaux appels d'offres photovoltaïques sont lancés, et un nouveau guichet tarifaire va être mis en œuvre pour le « petit photovoltaïque » (inférieur à 1 MW).
En août 2022, le Gouvernement lance une concertation sur son projet de loi « d'accélération de la transition énergétique » afin de le présenter au Conseil des ministres mi-septembre. Il propose des mesures transitoires (sur 48 mois) de simplification des procédures et de libération de foncier, comme des délaissés routiers et autoroutiers sur lesquels l'installation de panneaux est aujourd'hui interdite à moins de 75 ou 100 mètres, ou les parkings de plus de 2 500 m2 qui se verraient imposer une obligation de réaliser des ombrières photovoltaïques.
Le 26 septembre 2022, le projet de loi d'accélération des énergies renouvelables (EnR) est présenté en Conseil des ministres. Il faut en moyenne en France cinq ans de procédures pour construire un parc solaire. Le texte prévoit des adaptations temporaires des procédures administratives pour simplifier et accélérer la réalisation des projets. Après un compromis trouvé au Sénat, les communes pourront faire remonter les zones d'accélération prioritaires pour déployer des projets d'énergies renouvelables. L'assemblée a adopté en première lecture des amendements écologistes pour instaurer un observatoire et un médiateur des énergies renouvelables. Le texte rend possible une modulation tarifaire qui inciterait des porteurs de projets à s'installer dans des zones aux conditions naturelles a priori moins favorables. Il facilite l'installation de panneaux photovoltaïques aux abords des autoroutes et grands axes, permet de déroger à la loi Littoral, dans un cadre très contraint, pour l'implantation de panneaux dans des friches, facilite aussi l'implantation dans les communes de montagne. Il impose l'équipement progressif des parkings extérieurs de plus de 1 500 m2 avec des ombrières photovoltaïques. Il définit l'agrivoltaïsme : la production agricole devrait rester l'activité principale et les installations être réversibles. Le 10 janvier 2023, l'Assemblée nationale adopte en première lecture le projet de loi visant à accélérer la production d'énergies renouvelables, grâce aux voix des députés socialistes et du groupe LIOT et à l'abstention du groupe EELV.
la directive européenne Net Zero Industrial Act (NZIA) impose que 40 % des panneaux photovoltaïques installés à partir de 2030 soient fabriqués en Europe. Le projet de PPE-3 (Programmation pluriannuelle de l'énergie) (mis en consultation fin 2024) prévoit un quintuplement de production photovoltaïque.
Un arrêté publié le 27 mars 2025 réduit le soutien public aux installations photovoltaïques sur toiture : pour celles dont la puissance crête est entre 100 et 500 kWc (sur hangars agricoles, ombrières, bâtiments professionnels), le tarif d'achat de l'électricité passe de 105 à 95 €/MWh. À partir du 1er juillet, le tarif d'achat sera dégressif, en fonction du nombre de projets raccordés les mois précédents, puis le tarif d'achat sera remplacé par des appels d'offres simplifiés. Pour les particuliers (moins de 9 kWc), le tarif d'achat est divisé par trois, à 40 €/MWh, afin d'inciter à l'autoconsommation, et les primes à l'installation baissent fortement, mais, à partir du 1er octobre, la TVA baissera à 5,5 % pour les nouvelles installations des ménages.

### Coût d'une installation
Selon le média Révolution énergétique, en 2019, une installation de trois kilowatts-crête coûte moins de 5 000 €. Grâce aux économies d'échelle, chaque doublement de la capacité installée permet de réduire le coût de 20 %. La baisse du prix des panneaux a entraîné une chute du coût de production de l'électricité qui a permis aux gouvernements de réduire le niveau de leurs subventions. En 2019, les grandes centrales solaires n'ont quasiment plus besoin de soutien financier pour être rentables.
En 2021 en France, l'ordre de grandeur des prix (matériel et pose) pour une installation en toiture était de 2,2 à 3 € TTC/Wc pour une puissance inférieure à 3 kWc et de moins de 0,85 € HT/Wc au-dessus de 500 kWc ; pour les ombrières de parking : 0,95 à 1,4 € HT/Wc ; pour les centrales au sol : 0,8 à 1 € HT/Wc.

### Coût de production
Le rapport publié en 2021 par la Cour des comptes sur les coûts de la production électrique en France donne (page 33) les fourchettes suivantes de coût actualisé de l'énergie photovoltaïque : pour les centrales au sol, 45 à 56 €/MWh dans le sud de la France, 65 à 81 €/MWh dans le nord ; pour les grandes toitures et ombrières, 61 à 72 €/MWh dans le sud et 89 à 104 €/MWh dans le nord ; pour les petites installations résidentielles, 88 à 154 €/MWh dans le sud et 127 à 223 €/MWh dans le nord. En comparaison, les coûts de l'éolien terrestres sont estimés entre 50 et 70 €/MWh et ceux de l'éolien en mer entre 98 et 117 €/MWh ; ceux des centrales à cycle combiné gaz sont estimés entre 58 et 69 €/MWh. Les coûts complets du nucléaire en 2019 sont estimés entre 51 et 68 €/MWh selon différentes méthodes, et pour l'avenir la Cour préconise de « définir et publier une méthodologie d’établissement des coûts dans la perspective d’une nouvelle régulation du nucléaire ».
L'étude Coûts des énergies renouvelables en France publiée par l'ADEME en janvier 2017 fournit une évaluation des coûts complets de l'électricité solaire (coût du kilowattheure actualisé sur 25 ans intégrant l'investissement, les coûts de raccordement, l'exploitation et la maintenance, mais pas le démantèlement ni les coûts liés à la variabilité des énergies renouvelables pour le système électrique) ; les fourchettes de prix tiennent compte des caractéristiques de site (zones plus ou moins ensoleillées, distance de raccordement, etc.) et du taux d'actualisation :
| Type d'installation          | Puissance unitaire | Productivité | Fourchette de coûts | Coûts avec taux d'actualisation de 5 % |
| ---------------------------- | ------------------ | ------------ | ------------------- | -------------------------------------- |
| Unité :                      | kWc                | kWh/kWc      | €/MWh               | €/MWh                                  |
| résidentiel - nord           | 0-3                | 950          | 229 à 407           | 266 à 326                              |
| commercial-industriel - nord | 36-100             | 950          | 145 à 246           | 168 à 199                              |
| centrales au sol - nord      | >250               | 1045         | 100 à 167           | 116 à 135                              |
| résidentiel - sud            | 0-3                | 1400         | 155 à 276           | 181 à 221                              |
| commercial-industriel - sud  | 36-100             | 1400         | 98 à 167            | 114 à 135                              |
| centrales au sol - sud       | >250               | 1540         | 64 à 113            | 74 à 92                                |

Pour comparaison, l'ADEME fournit une fourchette de coûts d'une centrale à cycle combiné gaz tirée de données AIE : 27 à 124 €/MWh selon les caractéristiques et le taux d'actualisation.
La plupart des installations (>100 kWc) sont désormais, depuis 2014, soumises à une procédure d'appels d'offres. L'appel d'offres lancé en août 2015 pour l'installation de 800 MWc de capacités photovoltaïques a retenu 212 lauréats. Le tarif moyen de vente de l'électricité produite a fortement baissé depuis le dernier appel d'offres, à 129 €/MWh pour les grandes toitures (-18 %), 82 €/MWh pour les centrales au sol (-23 %), et 124 €/MWh pour les ombrières (-15 %).
La troisième période de l'appel d'offres pour des installations photovoltaïques sur bâtiment, portant sur un volume de 150 MWc, attribués en janvier 2018 à 283 nouveaux lauréats, a été marquée par une poursuite de la baisse des prix proposés : à 85 €/MWh, le prix moyen est inférieur de 9 % par rapport à la période précédente.
La quatrième période de l'appel d'offres solaire a permis de choisir 103 projets solaires au sol de grande puissance, pour une capacité de 720 MWc, avec un prix moyen de 58,2 €/MWh en baisse de 5 % par rapport à la période précédente ; les installations de plus grande puissance (entre 5 et 30 MWc) ont proposé un prix moyen de 52 €/MWh, qui se rapproche du prix de marché,.
Une étude publiée en mars 2019 par la Commission de régulation de l'énergie (CRE) considère que le secteur photovoltaïque français est « une filière compétitive ». Le coût des investissements, qui représentent 80 % des coûts de production, a baissé de 32 % en trois ans, et les coûts de fonctionnement de 27 %. En retenant seulement les 30 % de dossiers les plus compétitifs parmi les plus grandes fermes au sol, les coûts s'élèvent autour de 48 €/MWh, soit un niveau équivalent au prix de marché actuel de l'électricité, et dix fois inférieur au niveau de subvention de la fin des années 2000.
Cependant, les résultats du dernier appel d'offres des parcs solaires au sol montrent une remontée du prix moyen à 56,8 €/MWh contre 52,1 €/MWh lors du précédent appel d'offres ; en février, les tarifs moyens lauréats de l'appel d'offres solaire sur toits de bâtiments ont été 7 à 10 % plus chers que ceux de l'appel d'offres précédent. On observe de plus un reflux des candidatures : l'appel d'offres solaire sur les bâtiments n'a été alloué qu'à hauteur de 112 MWc sur 300 MWc proposés ; en juin 2018, l'appel d'offres pour des projets en autoconsommation n'avait attribué que 2,2 MWc de projets sur les 50 MWc initialement prévus.

### Tarifs d'achat de l'électricité photovoltaïque

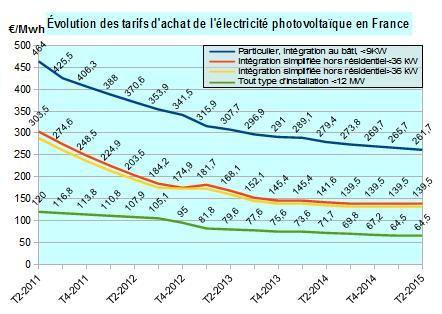
Évolution des tarifs d'achat de l'électricité photovoltaïque en France.
Source des données : Commission de régulation de l'énergie.

Le système de soutien aux énergies renouvelables repose sur l'obligation d'achat de ces énergies par les fournisseurs d'électricité à un tarif réglementé ; le surcoût de ce tarif réglementé par rapport au prix de marché est remboursé au fournisseur d'électricité grâce à une taxe sur les factures d'électricité dénommée contribution au service public de l'électricité, dont le montant pour 2016 est de 22,5 €/MWh, soit en moyenne 16 % de la facture moyenne des ménages, dont 38,7 % pour la compensation du surcoût du photovoltaïque.
Le tarif d'achat de l'électricité photovoltaïque, qui était en France en 2010 de 60 c€/kWh pour les particuliers, est depuis début 2011 fixé par la Commission de Régulation de l'Énergie (CRE) et révisé trimestriellement en fonction de la progression du parc installé au trimestre précédent. Il est, au 4e trimestre 2013, de 29,1 c€/kWh pour une installation « intégrée au bâti »,.
Le graphique ci-joint présente l'évolution de ces tarifs depuis le 2e trimestre 2011 : en 2,5 ans, le tarif particuliers (<9 kWh, intégration au bâti) a baissé de 37,3 % et celui qui s'applique aux installations à intégration simplifiée au bâti, hors résidentiel (<36 kW) de 52,1 %.
Les tarifs d'achat en vigueur en 2013-14-15-16 sont les suivants :
| type d'installation            | puissance | 2013 T1 | 2014 T1 | 2015 T1 | 2015 T2 | 2015 T3 | 2015 T4 | 2016 T1 |
| ------------------------------ | --------- | ------- | ------- | ------- | ------- | ------- | ------- | ------- |
| Intégration au bâti            | 0-9 kW    | 31,59   | 28,51   | 26,57   | 26,17   | 25,78   | 25,39   | 25,01   |
| Intégration simplifiée au bâti | 0-36 kW   | 18,17   | 14,54   | 13,46   | 13,95   | 14,70   | 14,40   | 13,82   |
| Intégration simplifiée au bâti | 36-100 kW | 17,27   | 13,81   | 12,79   | 13,25   | 13,96   | 13,68   | 13,13   |
| Tout type d'installation       | 0-12 MW   | 8,18    | 7,36    | 6,62    | 6,45    | 6,28    | 6,12    |         |

Au-delà de 100 kWc, le système de soutien passe par des appels d'offres, le tarif ci-dessus étant trop bas.
En comparaison de ces tarifs d'achat, voici les prix de vente de l'électricité pratiqués au 2e semestre 2014 :
- ménages (2500 à 5 000 kWh) : 16,71 c€/kWh TTC (source : Eurostat[168]) ;
- professionnels (< 20 MWh) : 16,42 c€/kWh TTC (source : Eurostat[168]) ;
- petits industriels (20 à 500 MWh) : 13,63 c€/kWh TTC (source : Eurostat[168]) ;
- prix de gros sur le marché : 4 à 5 c€/kWh (fourchette années 2010-2013).

La parité réseau est encore lointaine pour les ménages, mais semble atteinte pour les professionnels et industriels. Dans les sites les plus favorables du sud de la France, pour des installations très optimisées, il est déjà intéressant d'autoconsommer.
Dans le cadre de l'appel d'offres public attribué en décembre 2015 pour la construction de centrales photovoltaïques en France (appel CRE-3), les grandes centrales au sol fournissent l'électricité à un tarif moyen de 82 €/MWh (8,2 c€/kWh), un niveau équivalent à celui de l'éolien terrestre (85 €/MWh), et certains projets proposaient un tarif plus proche de 70 €/MWh. Ce tarif reste très supérieur au prix de l'électricité des centrales nucléaires existantes (l'Arenh, le prix auquel EDF vend son électricité nucléaire à ses concurrents, s'élève à 42 €/MWh) ou encore au prix de l'électricité sur le marché : autour de 38 €/MWh, mais il a baissé très fortement : l'appel d'offres de mars 2012 affichait un prix moyen proposé de 188 €/MWh. L'électricité photovoltaïque pourrait à l'avenir devenir moins chère que celle des nouvelles centrales, notamment nucléaires : EDF a obtenu un tarif garanti de 109 €/MWh pour l'EPR de Hinkley Point, en Grande-Bretagne.
Le 28 février 2019, le 5e appel d'offres pour centrales au sol de 500 kWc à 30 MWc a sélectionné 118 projets totalisant 855 MWc avec un prix moyen de 62,7 €/MWh, supérieur de 3 % à celui du précédent appel d'offres ; le prix moyen des projets de plus de 5 MWc (557 MWc) a été de 56,8 €/MWh. La CRE a publié en février 2019 un rapport sur les coûts et la rentabilité des grandes centrales au sol en métropole : les coûts d'investissement ont chuté de 32 % en trois ans et approchent 600 €/kWc pour les grandes centrales ; les coûts de production des 30 % les plus compétitives sont en moyenne de 48 €/MWh, semblables à ceux observés en Allemagne et arrivent au niveau des prix du marché, ce qui laisse espérer leur développement sans subventions.
En 2019, l'appel d'offres pour les centrales au sol a sélectionné 88 projets totalisant 649 MWc à un prix moyen de 62,11 €/MWh ; l'appel d'offres pour les projets photovoltaïques innovants a sélectionné 39 projets totalisant 104 MWc à un prix moyen de 82,8 €/MWh, dont 40 MWc de projets « agrivoltaïques » combinant des utilisations agricoles et photovoltaïques du sol ; un appel d'offres spécifique au département du Haut-Rhin, lancé dans le cadre des mesures de compensation de la fermeture de la centrale nucléaire de Fessenheim, a sélectionné 12 projets totalisant 94,2 MWc à un prix moyen de 55,78 €/MWh pour les projets au sol, 92 €/MWh pour les projets en toiture de plus de 500 kWc et 98,5 €/MWh pour les projets en toiture de moins de 500 kWc. L'appel d'offres pour les projets photovoltaïques d'autoconsommation a sélectionné 30 projets totalisant 11,8 MWc avec une prime moyenne (par rapport au prix de marché) de 15,97 €/MWh. Les appels d'offres pour les projets photovoltaïques en Corse et dans les DROM-COM ont sélectionné 38 projets avec stockage totalisant 54,8 MWc à un prix moyen de 108,2 €/MWh, 37 projets, sans stockage, totalisant 44,1 MWc à un prix moyen de 96,2 €/MWh et 9 projets d'autoconsommation totalisant 2,8 MWc avec un prime moyenne de 44,1 €/MWh.
En octobre 2020, le ministère de la Transition écologique et solidaire confirme le projet du gouvernement de remettre en cause les tarifs dont ont bénéficié certains parcs photovoltaïques entre 2006 et 2011, qui ont des retours sur investissement de 20 % ou plus ; ces parcs « représentent moins de 5 % de la production d'électricité renouvelable et mobilisent un tiers du soutien public aux énergies renouvelables » ; cette mesure ne devrait viser que 800 contrats ; les parcs photovoltaïques de moins de 250 kWc ne sont pas concernés, et cela exclut les installations des particuliers et des agriculteurs ; les pouvoirs publics estiment que la réforme doit permettre une économie budgétaire annuelle de 300 à 400 millions d'euros. Le dispositif a été analysé par le Conseil d'État, qui considère que la sur-rentabilité considérable des contrats est un motif d'intérêt général qui permet de les amender. Le Conseil constitutionnel rejette fin décembre les recours contre cette mesure, considérant qu'elles vont « mettre un terme aux effets d'aubaine dont bénéficiaient certains producteurs, au détriment du bon usage des deniers publics et des intérêts financiers de l'État, qui supporte les surcoûts incombant aux distributeurs ». Mais le 26 janvier 2023, le Conseil d'État annule l'arrêté pris par le gouvernement qui précise les modalités de la révision à la baisse de ces tarifs, au motif que ces nouveaux tarifs n'ont pas été notifiés à la Commission européenne. Finalement, l'État annonce le 23 juin 2023 qu'il ne mettra pas en œuvre cette mesure, la jugeant trop risquée car l'ensemble de ces dispositifs d'aide à l'énergie solaire n'avait pas non plus été notifié à Bruxelles à la fin des années 2000.

### Commercialisation sans subvention
En juin 2019, la SNCF signe avec le développeur Voltalia un contrat d'achat, pendant vingt-cinq ans, de la production de trois nouveaux champs solaires qui seront construits sur 136 hectares dans le Gard et le Var, pour une puissance totale de 143 mégawatts et une production prévue de 207 gigawattheures, soit 3,6 % de la consommation de traction de la SNCF, qui prévoit d'acheter environ 20 % de son électricité de traction (6,4 térawattheures) via ces contrats de long terme, soit de six à sept opérations dans les deux à trois ans à venir. Ces contrats de long terme entre entreprises et développeurs sont déjà fréquents aux États-Unis ou en Europe de Nord mais pas encore en France, où seules deux ou trois opérations sont recensées sur des capacités déjà existantes et pour des durées plus courtes. Le prix négocié avec Voltalia, autour de 45 €/MWh, rejoint le niveau des prix de marché.
Le 6 juillet 2023, la SNCF annonce la création d'une nouvelle filiale, baptisée « SNCF Renouvelables », destinée à la production d'énergie solaire pour couvrir une partie de ses besoins en électricité, en utilisant les ressources de son patrimoine foncier. Celui-ci comprend 12 millions de mètres carrés de bâti et plus de 100 000 hectares, dont plus de 1 000 hectares déjà identifiés comme éligibles à l'installation de panneaux photovoltaïques. L'objectif est d'y installer une capacité de 1 000 MWc d'ici à 2030, qui devrait produire, en moyenne annuelle, l'équivalent de 15 à 20 % de ses besoins actuels en électricité. À plus long terme, la SNCF s'intéresse aux panneaux solaires linéaires, promis par les industriels à l'horizon 2030, qui pourraient permettre à l'entreprise de passer à 10 000 hectares équipés en utilisant les terrains le long des voies ferrées, pour atteindre l'autosuffisance en 2050.

### Promotion de l'autoconsommation
En France, l'autoconsommation est autorisée, mais son développement était limité jusqu'en 2017, compte tenu des prix faibles de l'électricité et des obstacles juridiques ; une loi favorisant leur développement a été votée définitivement le 15 février 2017 pour éliminer les obstacles juridiques ; elle attend ses décrets d'application ainsi que les arrêtés tarifaires ; le compteur communicant Linky facilitera ce développement en permettant le comptage des surplus d'électricité injectés sur le réseau ; les petites installations en autoconsommation bénéficieront d'une prime à l'investissement de 800 €/kWc, et le tarif de revente sera réduit à 6 c€/kWh au lieu de 12 à 24 c€/kWh auparavant ; l'autoconsommation collective est aussi prévue par la loi ; au début 2017, on dénombre environ 15 000 foyers qui autoconsomment leur électricité sans être raccordés au réseau et 5 000 foyers qui autoconsomment une partie de leur électricité et revendent le surplus sur le réseau.
Les coûts de revient de l'électricité solaire, divisés par trois depuis 2010, sont devenus, dans le sud de la France, équivalents au prix de la fourniture d'électricité pour les installations résidentielles (15 c€/kWh). Cette situation a créé un fort engouement pour les systèmes fonctionnant en autoconsommation dans les régions françaises les plus ensoleillées. Selon Enedis, à la fin de 2017, environ 20 000 foyers produisaient eux-mêmes leur énergie pour une partie de leur consommation (autour de 20 %), contre 8 000 foyers au début 2017. Selon EDF Énergies Nouvelles, le nombre de foyers optant pour l'autoconsommation serait susceptible de doubler chaque année pour atteindre 600 000 d'ici 2023. Il serait déjà de l'ordre d'1,5 million en Allemagne, où le prix de l'électricité est beaucoup plus élevé.
Le secteur de la grande distribution a remporté une bonne part des appels d'offres de novembre 2016 (près de la moitié des 72 lauréats) et mars 2017 (environ le tiers) ; ce secteur se prête bien à l'autoconsommation, car ses besoins sont constants, en particulier ses chambres froides utilisent l'électricité en permanence ; consommant toute l'électricité produite, il n'a pas besoin d'en injecter une partie sur le réseau ; il a d'importantes surfaces disponibles sur ses toits et ses parkings ; grâce aux primes accordées (2 à 4 c€/kWh autoconsommé) le délai moyen de retour sur investissement est abaissé de deux ans et s'établit désormais entre huit et dix ans.
Engie et GreenYellow, filiale du groupe Casino, ont annoncé le 17 octobre 2018 la création d'une coentreprise baptisée Reservoir Sun, détenue à parité, pour développer chaque année 100 MWc de projets d'autoconsommation collective, pour un investissement évalué à 100 millions d'euros par an. Les projets seront développés sur des ombrières de parking, des toitures, des hangars agricoles et sur des réserves foncières « non valorisables ». L'objectif est que les clients puissent produire ainsi 20 à 25 % de leur consommation d'électricité. GreenYellow a déjà développé 190 MWc de projet d'autoconsommation sur les toitures des hypermarchés du groupe, puis sur celles d'autres clients (Leroy-Merlin, Castorama, etc.).
Les systèmes photovoltaïques fonctionnant en autoconsommation pouvaient jusqu'en 2016 recevoir un tarif d'achat qui rémunérait l'électricité injectée dans le réseau. Des discussions étaient en cours au niveau national pour augmenter la part fixe des coûts d'accès au réseau et réduire les coûts variables, ce qui n'est pas favorable au développement de l'autoconsommation.
Plusieurs régions françaises s'engagent à soutenir les projets solaire photovoltaïque en autoconsommation : l'ADEME et la région Languedoc-Roussillon ont lancé un appel à projets pour 10 projets photovoltaïques en autoconsommation, ciblant les bâtiments industriels, tertiaires ou publics (10 à 250 kWc, avec une part d'autoconsommation minimum de 20 %) ; la région Aquitaine a lancé un appel à projets pour les installations photovoltaïques en autoconsommation d'une puissance comprise entre 10 et 500 kWc, avec un objectif d'autoconsommation moyenne annuelle de 75 % ; les régions Alsace et Poitou-Charentes proposent également des aides à l'autoconsommation.
La Direction générale de l'énergie et du climat (DGEC) a réuni en 2014 un groupe de travail d'une quarantaine d'acteurs afin de définir un cadre réglementaire pour le développement de l'autoconsommation sans créer d'effet d'aubaine ni perturber le fonctionnement du réseau. Le rapport de ce groupe de travail est un compromis entre les positions des partisans de l'autoconsommation et celles de ses opposants. Il reconnait que l'autoconsommation est intéressante dans des secteurs comme le tertiaire, les entrepôts frigorifiques, les centres commerciaux, les bâtiments scolaires ou l'industrie, activités qui ont des besoins diurnes en électricité. En revanche, un consensus s'est dégagé pour dire que l'autoconsommation n'était pas pertinente à l'échelle des maisons individuelles mais davantage au niveau des îlots urbains. Le document souligne la nécessité d'un dispositif de soutien spécifique à l'autoconsommation, complémentaire au dispositif actuel (tarifs d'achat et appels d'offres). La subvention serait calculée à partir du volume autoconsommé après soustraction du volume injecté ; les syndicats professionnels ont demandé une phase d'expérimentation de trois ans portant sur 300 MW par an. Mais depuis la fin des travaux du groupe de travail, l'État n'a pas bougé sur le dossier. La région Aquitaine a lancé en 2011 un appel à projets qui a permis la réalisation d'une quarantaine de projets (1/3 industrie, 1/3 collectivités et 1/9 exploitations agricoles) avec un budget de près de 1,2 million d'euros ; le deuxième appel à projets en 2013 n'a retenu qu'une vingtaine de projets ; celui de 2014 impose une autoconsommation d'au moins 75 % de la production. En 2014, les régions Alsace, Poitou-Charentes et Languedoc-Roussillon ont également lancé des appels à projets.
La règlementation environnementale du bâtiment de 2020, qui remplace la RT 2012, ne prendra plus en compte l'électricité photovoltaïque revendue dans les calculs des indicateurs de performance énergétique du bâtiment. Elle valorisera uniquement l'autoconsommation. Cette évolution règlementaire marque la fin de la politique de promotion du « bâtiment à énergie positive »[réf. nécessaire].
Le nombre de sites d'autoconsommation est passé de 3 000 en 2015 à 440 000 en 2023, soit une capacité de production d'environ 2,3 GWc. En 2023, 180 000 installations d'autoconsommation ont été branchées en France, contre près de 80 000 en 2022. Les hausses successives des prix de l'électricité et la baisse du coût des panneaux solaires ont rendu l'autoconsommation plus rentable. Mais la France n'a encore que 3 à 4 % de maisons équipées, contre 15 % en Allemagne et 30 % aux Pays-Bas.

### Recyclage

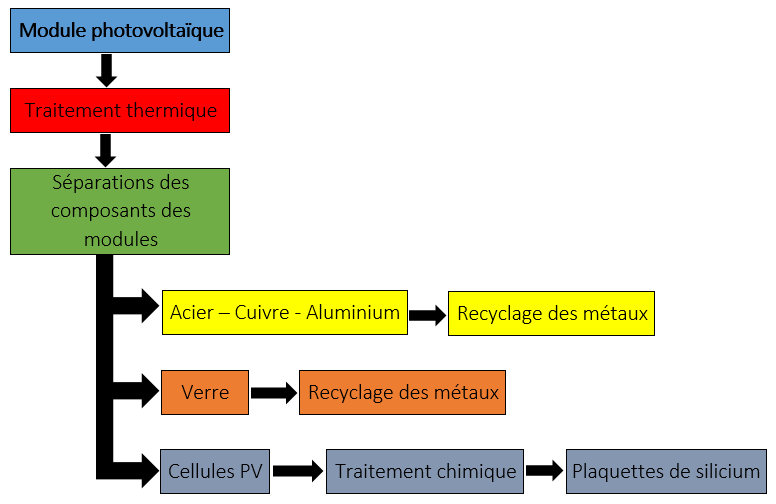
Processus de recyclage d'un panneau photovoltaïque.

Le recyclage des panneaux photovoltaïques en fin de vie est organisé par la Directive européenne 2012/19/UE relative aux déchets d'équipements électriques et électroniques (D3E) du 24 juillet 2012, qui fixe des objectifs de recyclage ; les opérations de collecte et de recyclage doivent, selon le principe du pollueur-payeur, être mises en place et financées par les fabricants des panneaux photovoltaïques ou leurs importateurs établis sur le territoire national, qui sont tenus de s'enregistrer auprès des autorités compétentes. Cette directive a été transposée en France en août 2014, mais l'éco-organisme européen PV Cycle a déjà collecté depuis sa naissance en 2010 jusqu'au début 2017 plus de 16 000 panneaux auprès de ses adhérents, qui représentent 90 % des fabricants et metteurs sur le marché de panneaux solaires ; les panneaux récupérés en France étaient transportés en Belgique pour y être recyclés. L'antenne française de PV Cycle, fondée en 2014, a lancé un appel d'offres pour le recyclage en France, qui a permis de choisir comme opérateur Veolia, via sa filiale Triade Electronique, avec qui PV Cycle a signé en mars 2017 un contrat de quatre ans ; Veolia va construire la première ligne de France spécialisée dans les panneaux sur son site de déconstruction de D3E à Rousset (Bouches-du-Rhône).

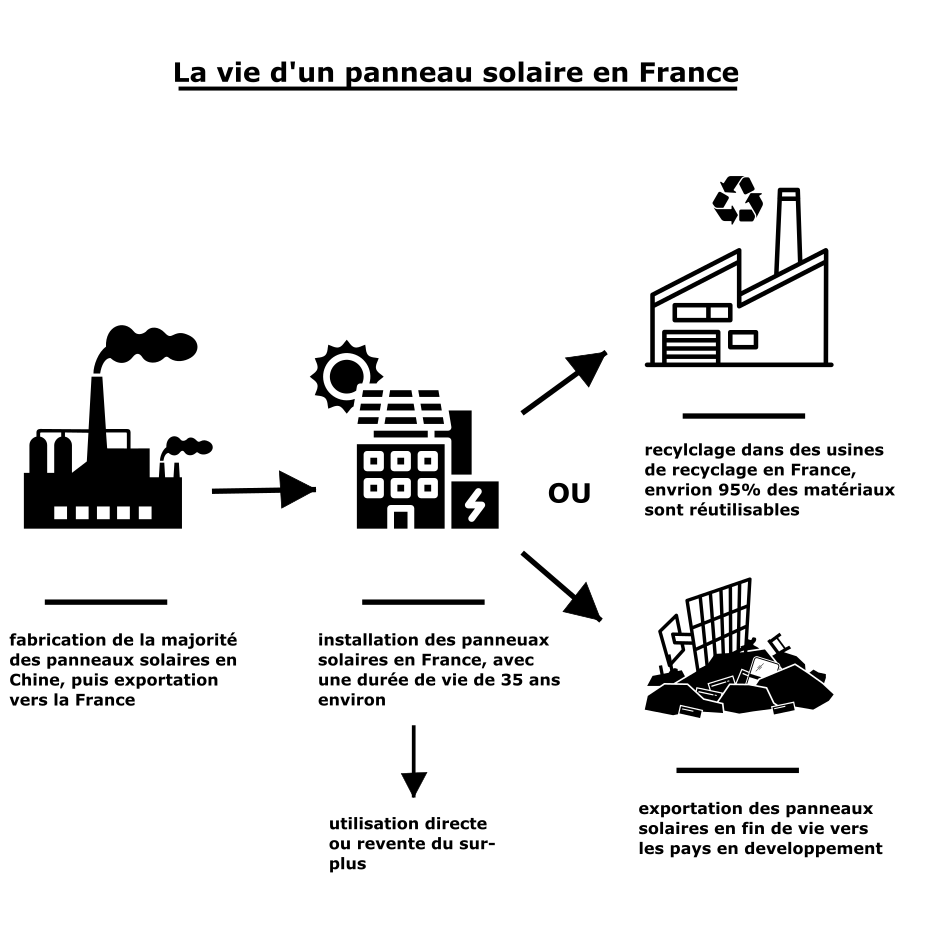
Le parcours d'un panneau solaire en France.

Le recyclage des modules à base de silicium cristallin consiste en un procédé thermique servant à séparer les différents éléments du module photovoltaïque et permet de récupérer les cellules photovoltaïques, le verre et les métaux (aluminium, cuivre et argent) qui sont ensuite recyclés.
Veolia a mis en service en 2018 au Rousset, près d'Aix-en-Provence, la première usine française de recyclage de panneaux photovoltaïques. Auparavant, les panneaux étaient traités par un verrier en Belgique. Environ 90 à 92 % des déchets seront valorisés. En 2018, l'usine recyclera surtout les panneaux défectueux et les chutes de production ; la collecte a atteint 700 tonnes en 2017 ; elle devrait passer à 1 600 t en 2018. Fin 2018, le taux de recyclage dans l'usine atteint 95 %. Le marché, alimenté initialement surtout par la casse liée à la fabrication, au transport ou au chantier, va doubler tous les trois ans, passant de 6 000 t sur la période 2018-2020 à 124 000 t sur 2024-2026. Le premier renouvellement de contrat est prévu en 2021 ; PV Cycle France pourrait alors organiser un appel d'offres pour une nouvelle unité. Veolia recycle les panneaux en verre cristallin ; les panneaux à couches minces (5 % du marché) sont recyclés par la société américaine First Solar en Allemagne à Francfort-sur-l'Oder.
La jeune pousse grenobloise Rosi Solar signe un bail, fin décembre 2021, avec la communauté de communes de la Matheysine pour installer son usine de recyclage de panneaux photovoltaïques près de La Mure, en Isère. Elle compte créer une trentaine d'emplois d'ici à 2023 et recycler 3 000 tonnes de panneaux solaires par an pour récupérer environ 3 tonnes d'argent et 90 t de silicium pur. La collecte des panneaux sera assurée par l'éco-organisme Soren, qui a collecté 5 000 tonnes de panneaux en 2020 et prévoit de passer à 10 000 t dès 2023 et 40 000 t par an à partir de 2030.

## Énergie solaire thermodynamique

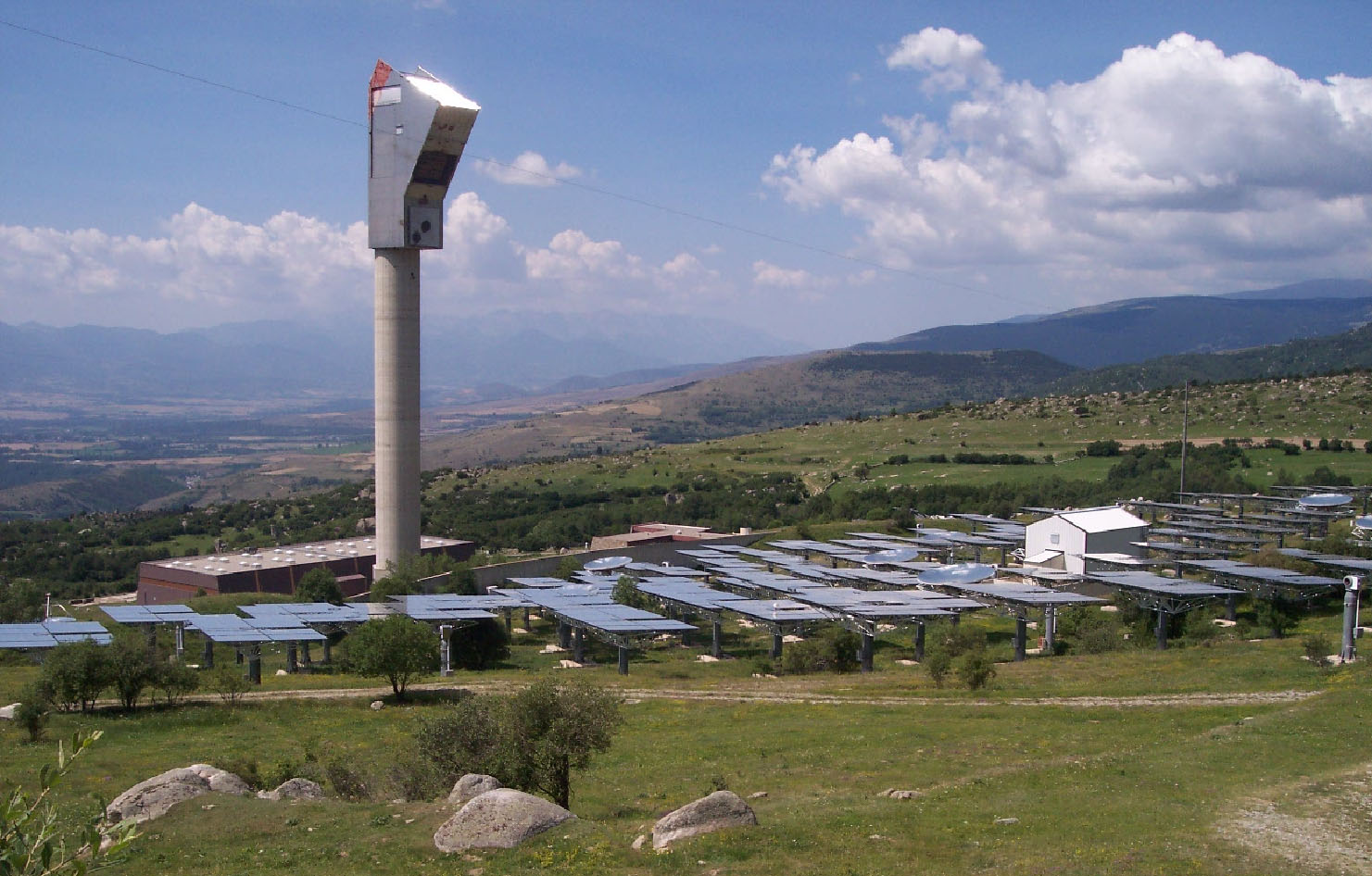
Centrale solaire Thémis à Targasonne (Pyrénées-Orientales).

La centrale à tour Thémis à Targasonne, inaugurée en 1983, mais abandonnée par EDF en 1986, a été vouée à la recherche en astrophysique jusqu'en 2004, puis a été réhabilitée et reconvertie en plateforme de recherche et développement à l'initiative du Conseil général des Pyrénées-Orientales, qui a lancé en 2006 avec le CNRS le projet Pégase (Production d'Électricité par turbine à GAz et énergie SolairE) visant à réaliser un prototype de centrale solaire à haut rendement basé sur un cycle hybride à gaz haute température constitué d'un récepteur solaire à air pressurisé et d'une turbine à gaz de 2 MWe.
L'ADEME cherche à promouvoir la constitution d'une filière industrielle française du solaire thermodynamique, essentiellement tournée vers l'exportation, en particulier vers l'Afrique du Nord et le Moyen-Orient ; un appel à manifestations d'intérêt organisé en 2011 a permis de retenir quatre projets de R&D, tous fondés sur la technologie des réflecteurs linéaires de Fresnel ; un volet spécialement consacré au solaire thermodynamique a été introduit dans l'appel d'offres solaires de la CRE de 2012 ; il a retenu deux projets : Alba Nova 1 en Corse (12 MW, avec stockage d'énergie à base de sels fondus), porté par Solar Euromed, et la centrale solaire de Llo (9 MW), portée par CNIM en Languedoc-Roussillon, également centrés sur la technique Fresnel ; Areva Solar, filiale d'Areva spécialisée dans le solaire thermodynamique et plus particulièrement les miroirs de Fresnel, a déjà remporté un contrat en Australie pour une unité solaire thermique à concentration de 44 MW, couplée à la centrale à charbon de Kogan Creek, puis un autre en Inde pour une centrale de 250 MW ; Alstom s'est associé avec l'américain BrightSource Energy pour construire des centrales à tours solaires aux États-Unis, en Inde et en Australie ; Total s'est associé avec l'espagnol Abengoa Solar pour construire une centrale solaire à concentration de 100 MW à Abu Dhabi, inaugurée en mars 2013.
Le chantier de la centrale solaire Alba Nova 1 à Ghisonaccia en Corse (12 MW - technologie : Fresnel linéaire) a démarré en novembre 2013 pour une mise en service prévue en 2015 mais la société constructrice Solar Euromed a été placée en liquidation judiciaire le 6 septembre 2016.
La centrale solaire thermodynamique eLLo (9 MW - technologie : Fresnel linéaire) a été inaugurée en septembre 2019 à Llo dans les Pyrénées-Orientales. Initialement prévu pour mise en service en 2015[réf. souhaitée], le projet est resté longtemps en attente des autorisations administratives avant que la société SunCNIM ne puisse démarrer les travaux de construction en décembre 2016. La centrale dispose d'un stockage thermique permettant de prolonger son fonctionnement sur 4 heures à pleine charge.